# Liste von Terroranschlägen im Jahr 2016
Die Liste von Terroranschlägen im Jahr 2016 enthält eine unvollständige Auswahl von Terroranschlägen, die im Jahr 2016 passierten. Attentate werden gesondert in der Liste bekannter Attentate behandelt. Die Liste von Sprengstoffanschlägen listet auch nichtterroristische Anschläge. Die Liste von Flugzeugentführungen enthält eine Liste mit meist terroristischem Hintergrund. Im Artikel Rechtsterrorismus werden weitere terroristische Anschläge aufgezählt.
Zur großen Übersicht siehe Liste von Terroranschlägen.

## Erläuterung
In der Spalte Politische Ausrichtung ist die politische bzw. weltanschauliche Einordnung der Täter angegeben: faschistisch, rassistisch, nationalistisch, nationalsozialistisch, sozialistisch, kommunistisch, antiimperialistisch, islamistisch (schiitisch, sunnitisch, deobandisch, salafistisch, wahhabitisch), hinduistisch. Bei vorrangig auf staatliche Unabhängigkeit oder Autonomie zielender Ausrichtung ist autonomistisch vorangestellt, gefolgt von der Region oder der Volksgruppe und ggf. weiteren Merkmalen der Täter: armenisch, irisch (katholisch), kurdisch, tirolisch, tschetschenisch, dagestanisch, punjabisch (sikhistisch), palästinensisch.
Die Opferzahlen der Anschläge werden farbig dargestellt:

Die Zahl bei den Anschlägen getöteter/verletzter Täter ist in Klammern ( ) gesetzt.

## Januar
| Datum/Beginn    | Betroffenes Land | Anschlag                      | Täter                                             | Politische Ausrichtung                                          | Mittel                                                                          | Ziel                                                                     | Tote      | Verletzte | Hintergrund                                       |
| --------------- | ---------------- | ----------------------------- | ------------------------------------------------- | --------------------------------------------------------------- | ------------------------------------------------------------------------------- | ------------------------------------------------------------------------ | --------- | --------- | ------------------------------------------------- |
| 01. Januar 2016 | Sudan            | Anschlag in Dschanub Kurdufan | Dschandschawid                                    | nationalistisch                                                 | Schusswaffen, Misshandlung                                                      | Zivilisten                                                               | 6         | 22        | Darfur-Konflikt                                   |
| 02. Januar 2016 | Indien           | Anschlag in Pathankot         | vermutlich Jaish-e Mohammed, United Jihad Council | islamisch-fundamentalistisch                                    | Selbstmordattentäter mit Granaten, Mörsergranaten, Sturmgewehren und Messern    | Militärflughafen                                                         | 7 (+5)    | 20        |                                                   |
| 02. Januar 2016 | Irak             | Anschlag in al-Qayyara        | IS                                                | salafistisch, wahhabitisch                                      | Entführung, Massenexekution                                                     | Stammesmitglieder                                                        | 83        | 0         | Aufstand im Irak 2011–2013                        |
| 04. Januar 2016 | Deutschland      | Anschlag in Dreieich          |                                                   |                                                                 | Schusswaffen                                                                    | Flüchtlingsunterkunft                                                    | 0         | 1         |                                                   |
| 04. Januar 2016 | Irak             | Anschlag in al-Anbar          | IS                                                | salafistisch, wahhabitisch                                      | Selbstmordattentäter mit Autobomben                                             | Militär                                                                  | 11 (+101) | 30        | Aufstand im Irak 2011–2013                        |
| 06. Januar 2016 | Syrien           | Anschlag in Damaskus          |                                                   |                                                                 | Raketen                                                                         | Stadt                                                                    | 9         | 25+       | Bürgerkrieg in Syrien seit 2011                   |
| 07. Januar 2016 | Somalia          | Anschlag in Bay               | al-Shabaab                                        | wahhabitisch, islamistisch                                      | Panzerfäuste                                                                    | Militärstützpunkt                                                        | 10 (+7)   | 25        | Somalischer Bürgerkrieg                           |
| 07. Januar 2016 | Libyen           | Anschlag in Misrata           | IS                                                | salafistisch, wahhabitisch                                      | Selbstmordattentäter mit Autobombe                                              | Küstenwachentrainingszentrum                                             | 65 (+1)   | 100       | Bürgerkrieg in Libyen seit 2014                   |
| 09. Januar 2016 | Kanada           | Anschlag in Vancouver         |                                                   |                                                                 | Pfefferspray                                                                    | Flüchtlinge                                                              | 0         | 30        |                                                   |
| 10. Januar 2016 | Jemen            | Anschlag in Taizz             | Huthi                                             | zaiditisch, antiimperialistisch, antizionistisch, antisemitisch | Raketen                                                                         | Wohnviertel                                                              | 3         | 24        | Bürgerkrieg im Jemen seit 2015                    |
| 11. Januar 2016 | Irak             | Anschlag in Bagdad            | IS                                                | salafistisch, wahhabitisch                                      | Autobombe, Selbstmordattentäter, Automatische Schusswaffen, Geiselnahme         | Einkaufszentrum                                                          | 18 (+3)   | 50        | Aufstand im Irak 2011–2013                        |
| 11. Januar 2016 | Irak             | Anschlag in al-Muqdadiyya     | IS                                                | salafistisch, wahhabitisch                                      | Selbstmordattentäter mit Autobombe, Selbstmordattentäter                        | Casino                                                                   | 20 (+2)   | 50        | Aufstand im Irak 2011–2013                        |
| 12. Januar 2016 | Türkei           | Anschlag in Istanbul          | IS                                                | salafistisch, wahhabitisch                                      | Selbstmordattentäter                                                            | Touristen                                                                | 12 (+1)   | 13        |                                                   |
| 13. Januar 2016 | Pakistan         | Anschlag in Quetta            |                                                   |                                                                 | Selbstmordattentäter                                                            | Gesundheitszentrum, Sicherheitskräfte                                    | 15 (+1)   | 25        | Konflikt in Nordwest-Pakistan                     |
| 13. Januar 2016 | Türkei           | Anschlag in Çınar             | PKK                                               | autonomistisch, kurdisch-sozialistisch                          | Autobombe, Raketenwerfer, Gewehre                                               | Polizeistation                                                           | 6         | 39        | Konflikt zwischen der Republik Türkei und der PKK |
| 14. Januar 2016 | Indonesien       | Anschlag in Jakarta           | Jamaah Ansharut Daulah, IS                        | salafistisch, wahhabitisch                                      | 2 Selbstmordattentäter, Sprengsätze, Pistolen                                   | Einkaufszentrum, Polizeiposten, Zivilisten                               | 4 (+4)    | 25        |                                                   |
| 15. Januar 2016 | Burkina Faso     | Anschlag in Ouagadougou       | al-Qaida im Maghreb                               | salafistisch, wahhabitisch                                      | Sturmgewehre, Granaten, Sprengsätze, Brandstiftung, Geiselnahme                 | 2 Hotels, Café, Zivilisten                                               | 30 (+4)   | 33        |                                                   |
| 16. Januar 2016 | Syrien           | Anschlag in Deir ez-Zor       | IS                                                | salafistisch, wahhabitisch                                      | Autobomben, Entführung                                                          | Wohnviertel, Soldaten, Zivilisten, Wasserpumpstation, Hotel, Waffenlager | 135 (+42) |           | Bürgerkrieg in Syrien seit 2011                   |
| 17. Januar 2016 | Deutschland      | Anschlag in Altenberg         | Neonazis                                          | neonazistisch                                                   | Stahlhelm                                                                       | Afghanische Flüchtlinge                                                  | 0         | 2         |                                                   |
| 19. Januar 2016 | Pakistan         | Anschlag in Jamrud            |                                                   |                                                                 | Selbstmordattentäter mit Motorradbombe                                          | Kontrollpunkt, Zivilisten, Journalist                                    | 11 (+1)   | 31        | Konflikt in Nordwest-Pakistan                     |
| 20. Januar 2016 | Pakistan         | Anschlag in Charsadda         | vermutlich TTP                                    | deobandisch, islamisch-fundamentalistisch                       | 4 Selbstmordattentäter mit Granaten und Sturmgewehren                           | Universität                                                              | 21 (+4)   | 22        | Konflikt in Nordwest-Pakistan                     |
| 20. Januar 2016 | Afghanistan      | Anschlag in Kabul             | Taliban, Haqqani-Netzwerk                         | deobandisch-fundamentalistisch, paschtunisch, islamistisch      | Selbstmordattentäter mit Autobombe                                              | Arbeiter in Bus                                                          | 7 (+1)    | 25        | Krieg in Afghanistan                              |
| 23. Januar 2016 | Irak             | Anschlag in al-Anbar          | IS                                                | salafistisch, wahhabitisch                                      | 3 Selbstmordattentäter mit Autobomben                                           | Polizeigebäude                                                           | 43 (+3)   | 4         | Aufstand im Irak 2011–2013                        |
| 24. Januar 2016 | Syrien           | Anschlag in Qamischli         | IS                                                | salafistisch, wahhabitisch                                      | Motorradbombe, Sprengsatz                                                       | Café, Bäckerei                                                           | 3         | 20        | Bürgerkrieg in Syrien seit 2011                   |
| 25. Januar 2016 | Kamerun          | Anschlag in Extrême-Nord      | Boko Haram                                        | wahhabitisch, islamistisch                                      | 4 Selbstmordattentäter                                                          | Markt, Zivilisten                                                        | 32 (+4)   | 86        | Scharia-Konflikt in Nigeria                       |
| 25. Januar 2016 | Syrien           | Anschlag in Aleppo            | IS                                                | salafistisch, wahhabitisch                                      | Selbstmordattentäter mit Autobombe                                              | Milizkontrollpunkt                                                       | 23 (+1)   |           | Bürgerkrieg in Syrien seit 2011                   |
| 25. Januar 2016 | Deutschland      | Anschlag in Witten            |                                                   |                                                                 | Brandstiftung                                                                   | 2 Gebäude nahe geplantem Flüchtlingsheim                                 | 0         | 0         |                                                   |
| 26. Januar 2016 | Syrien           | Anschlag in Homs              | IS                                                | salafistisch, wahhabitisch                                      | Selbstmordattentäter mit Autobombe, Selbstmordattentäter                        | Kontrollpunkt, Zivilisten                                                | 25 (+2)   | 100       | Bürgerkrieg in Syrien seit 2011                   |
| 26. Januar 2016 | Irak             | Anschlag in al-Anbar          | IS                                                | salafistisch, wahhabitisch                                      | Selbstmordattentäter mit Autobomben                                             | Militärstützpunkte                                                       | 55 (+12)  |           | Aufstand im Irak 2011–2013                        |
| 27. Januar 2016 | Nigeria          | Anschlag in Borno             | Boko Haram                                        | wahhabitisch, islamistisch                                      | 3 Selbstmordattentäter                                                          | Markt, Kontrollpunkt, Zivilisten                                         | 13 (+3)   | 30        | Scharia-Konflikt in Nigeria                       |
| 28. Januar 2016 | Jemen            | Anschlag in Taʿizz            | Huthi                                             | zaiditisch, antiimperialistisch, antizionistisch, antisemitisch | Artillerie                                                                      | Krankenhaus                                                              | 0         | 24        | Bürgerkrieg im Jemen seit 2015                    |
| 28. Januar 2016 | Irak             | Anschlag in al-Anbar          | IS                                                | salafistisch, wahhabitisch                                      | Selbstmordattentäter mit Autobomben, Chlorgasbombe                              | Militär                                                                  | 32 (+40)  | 66        | Aufstand im Irak 2011–2013                        |
| 28. Januar 2016 | Südsudan         | Anschlag in Upper Nile        |                                                   |                                                                 | Maschinengewehre, Entführung                                                    | Dorf                                                                     | 24        | 25        | Bürgerkrieg im Südsudan seit 2013                 |
| 29. Januar 2016 | Saudi-Arabien    | Anschlag in asch-Scharqiyya   | IS                                                | salafistisch, wahhabitisch                                      | 2 Selbstmordattentäter                                                          | Moschee                                                                  | 4 (+1)    | 33 (+1)   |                                                   |
| 29. Januar 2016 | Nigeria          | Anschlag in Adamawa           | vermutlich Boko Haram                             | wahhabitisch, islamistisch                                      | Selbstmordattentäter                                                            | Markt                                                                    | 10 (+1)   | 28        | Scharia-Konflikt in Nigeria                       |
| 30. Januar 2016 | Deutschland      | Anschlag in Chemnitz          |                                                   |                                                                 |                                                                                 | Flüchtlingsunterkunft                                                    | 0         | 0         |                                                   |
| 30. Januar 2016 | Deutschland      | Anschlag in Leipzig           |                                                   |                                                                 |                                                                                 | Flüchtlingsunterkunft                                                    | 0         | 0         |                                                   |
| 30. Januar 2016 | Nigeria          | Anschlag in Borno             | Boko Haram                                        | wahhabitisch, islamistisch                                      | 3 Selbstmordattentäter, Sprengstoff, Schusswaffen, Molotowcocktails, Entführung | Dorf                                                                     | 85 (+3)   | 136       | Scharia-Konflikt in Nigeria                       |
| 31. Januar 2016 | Syrien           | Anschlag in Rif Dimaschq      | IS                                                | salafistisch, wahhabitisch                                      | 2 Selbstmordattentäter, Autobombe                                               | Bushaltestelle, Zivilisten                                               | 71 (+2)   | 100       | Bürgerkrieg in Syrien seit 2011                   |
| 31. Januar 2016 | Tschad           | Anschlag in Lac               | Boko Haram                                        | wahhabitisch, islamistisch                                      | 3 Selbstmordattentäter, einer mit Motorradbombe                                 | Märkte                                                                   | 4 (+3)    | 56        | Scharia-Konflikt in Nigeria                       |

## Februar
| Datum/Beginn     | Betroffenes Land             | Anschlag                    | Täter                                                                  | Politische Ausrichtung                                                 | Mittel                                                          | Ziel                                     | Tote                      | Verletzte | Hintergrund                     |                                                   |
| ---------------- | ---------------------------- | --------------------------- | ---------------------------------------------------------------------- | ---------------------------------------------------------------------- | --------------------------------------------------------------- | ---------------------------------------- | ------------------------- | --------- | ------------------------------- | ------------------------------------------------- |
| 01. Februar 2016 | Afghanistan                  | Anschlag in Kabul           | Taliban                                                                | deobandisch-fundamentalistisch, paschtunisch, islamistisch             | Selbstmordattentäter                                            | Polizeigebäude                           | 20 (+1)                   | 25        | Krieg in Afghanistan            |                                                   |
| 02. Februar 2016 | Somalia                      | Daallo-Airlines-Flug 159    | al-Shabaab                                                             | wahhabitisch, islamistisch                                             | Sprengstoff (Selbstmordattentäter)                              | Passagierflugzeug                        | 0 (+1)                    | 2         |                                 |                                                   |
| 02. Februar 2016 | Deutschland                  | Anschlag in Oberhausen      |                                                                        |                                                                        | Brandstiftung                                                   | im Bau befindliche Flüchtlingsunterkunft | 0                         | 0         |                                 |                                                   |
| 03. Februar 2016 | Libyen                       | Anschlag in Bengasi         | IS                                                                     | salafistisch, wahhabitisch                                             | Granaten, Scharfschützengewehre                                 | Soldaten, Zivilisten                     | 3                         | 24        | Bürgerkrieg in Libyen seit 2014 |                                                   |
| 04. Februar 2016 | Irak                         | Anschlag in al-Anbar        | IS                                                                     | salafistisch, wahhabitisch                                             | 2 Selbstmordattentäter mit Autobomben                           | Militärstützpunkt, Militärkaserne        | 28 (+2)                   |           | Aufstand im Irak 2011–2013      |                                                   |
| 05. Februar 2016 | Deutschland                  | Anschlag in Hannover        | Saleh S.                                                               | islamistisch                                                           | 2 Molotowcocktails                                              | Einkaufszentrum                          | 0                         | 0         |                                 |                                                   |
| 06. Februar 2016 | Tschechien                   | Anschlag in Prag            | Neonazis                                                               | neonazistisch                                                          | Molotowcocktails                                                | Flüchtlingszentrum                       | 0                         | 1         |                                 |                                                   |
| 06. Februar 2016 | Pakistan                     | Anschlag in Quetta          | TTP                                                                    | deobandisch, islamisch-fundamentalistisch                              | Selbstmordattentäter                                            | Militärkonvoi, Zivilisten                | 12 (+1)                   | 33        | Konflikt in Nordwest-Pakistan   |                                                   |
| 06. Februar 2016 | Demokratische Republik Kongo | Anschlag in Nord-Kivu       | Union of Patriots for the Defense of Innocents, Nduma Defense of Congo |                                                                        | Brandstiftung                                                   | Dörfer                                   | 21                        | 40        | Konflikt im Ostkongo            |                                                   |
| 06. Februar 2016 | Deutschland                  | Anschlag in Berlin          | Anarchisten                                                            | anarchistisch                                                          | Brandstiftung                                                   | Fahrzeuge                                | 0                         | 0         |                                 |                                                   |
| 07. Februar 2016 | Irak                         | Anschlag in Mossul          | IS                                                                     | salafistisch, wahhabitisch                                             | Massenexekution                                                 | Sicherheitskräfte, Zivilisten            | 300                       | 0         | Aufstand im Irak 2011–2013      |                                                   |
| 07. Februar 2016 | Deutschland                  | Anschlag in Berlin          | Anarchisten                                                            | anarchistisch                                                          | Brandstiftung                                                   | Fahrzeuge                                | 0                         | 0         |                                 |                                                   |
| 07. Februar 2016 | Syrien                       | Anschlag in Damaskus        | Dschaisch al-Islam                                                     | salafistisch, syrisch-nationalistisch                                  | Landminen, Schusswaffen                                         | Soldaten                                 | 76                        |           | Bürgerkrieg in Syrien seit 2011 |                                                   |
| 09. Februar 2016 | Syrien                       | Anschlag in Damaskus        | IS                                                                     | salafistisch, wahhabitisch                                             | Selbstmordattentäter mit Autobombe                              | Polizeiklub, Zivilisten                  | 8 (+1)                    | 20        | Bürgerkrieg in Syrien seit 2011 |                                                   |
| 09. Februar 2016 | Nigeria                      | Anschlag in Dikwa           | Boko Haram                                                             | wahhabitisch, islamistisch                                             | 3 Selbstmordattentäterinnen                                     | Flüchtlingslager                         | 57 (+3)                   | 78        | Scharia-Konflikt in Nigeria     |                                                   |
| 10. Februar 2016 | Kamerun                      | Anschlag in Extrême-Nord    | Boko Haram                                                             | wahhabitisch, islamistisch                                             | 2 Selbstmordattentäterinnen                                     | Beerdigung                               | 6 (+2)                    | 31        | Scharia-Konflikt in Nigeria     |                                                   |
| 11. Februar 2016 | Burundi                      | Anschlag in Bujumbura       |                                                                        |                                                                        | Granate                                                         | Zivilisten                               | 0                         | 26        |                                 |                                                   |
| 12. Februar 2016 | Mali                         | Anschlag in Kidal           | vermutlich al-Qaida im Maghreb, Ansar Dine                             | salafistisch, wahhabitisch                                             | 2 Selbstmordattentäter mit Autobombe, Raketen, Maschinengewehre | MINUSMA-Stützpunkt                       | 7 (+2)                    | 29        | Krieg in Mali seit 2012         |                                                   |
| 13. Februar 2016 | Nigeria                      | Anschlag in Borno           | Boko Haram                                                             | wahhabitisch, islamistisch                                             | Schusswaffen, Messer                                            | Zivilisten                               | 22                        |           | Scharia-Konflikt in Nigeria     |                                                   |
| 17. Februar 2016 | Türkei                       | Anschlag in Ankara          | Freiheitsfalken Kurdistans                                             | Freiheitsfalken Kurdistans                                             | autonomistisch, kurdisch-nationalistisch                        | Selbstmordattentäter mit Autobombe       | Militärkonvoi, Zivilisten | 29 (+1)   | 60                              | Konflikt zwischen der Republik Türkei und der PKK |
| 17. Februar 2016 | Uganda                       | Anschlag in Kampala         |                                                                        |                                                                        | Granate                                                         | Zivilisten                               | 3                         | 6         |                                 |                                                   |
| 17. Februar 2016 | Jemen                        | Anschlag in ʿAdan           | IS                                                                     | salafistisch, wahhabitisch                                             | Selbstmordattentäter                                            | Militärstützpunkt                        | 13 (+1)                   | 60        | Bürgerkrieg im Jemen seit 2015  |                                                   |
| 19. Februar 2016 | Kamerun                      | Anschlag in Meme            | Boko Haram                                                             | wahhabitisch, islamistisch                                             | 2 Selbstmordattentäter                                          | Markt                                    | 24 (+2)                   | 112       | Scharia-Konflikt in Nigeria     |                                                   |
| 20. Februar 2016 | Deutschland                  | Anschlag in Bautzen         |                                                                        |                                                                        | Brandstiftung                                                   | Geplante Flüchtlingsunterkunft           | 0                         | 0         |                                 |                                                   |
| 21. Februar 2016 | Syrien                       | Anschlag in Rif Dimaschq    | IS                                                                     | salafistisch, wahhabitisch                                             | 2 Selbstmordattentäter, Autobombe                               | Schrein, Zivilisten                      | 83 (+2)                   | 178       | Bürgerkrieg in Syrien seit 2011 |                                                   |
| 21. Februar 2016 | Syrien                       | Anschlag in Homs            | IS                                                                     | salafistisch, wahhabitisch                                             | 2 Selbstmordattentäter mit Autobomben                           | Zivilisten                               | 33 (+2)                   | 100+      | Bürgerkrieg in Syrien seit 2011 |                                                   |
| 21. Februar 2016 | Philippinen                  | Anschlag in Esperanza       | BIFF                                                                   | autonomistisch, moro-nationalistisch, salafistisch                     | Granaten                                                        | Veranstaltung                            | 1                         | 47        | Moro-Konflikt                   |                                                   |
| 24. Februar 2016 | Nigeria                      | Anschlag in Benue           | Fulani-Extremisten                                                     |                                                                        | Schusswaffen                                                    | Dörfer                                   | 300+                      |           | Scharia-Konflikt in Nigeria     |                                                   |
| 25. Februar 2016 | Vereinigtes Königreich       | Anschlag in Belfast         | INLA                                                                   | irisch-republikanisch, links-nationalistisch, marxistisch-leninistisch | Schusswaffe(n)                                                  | Zivilist                                 | 1                         | 0         | Nordirlandkonflikt              |                                                   |
| 25. Februar 2016 | Irak                         | Anschlag in Bagdad          | IS                                                                     | salafistisch, wahhabitisch                                             | 2 Selbstmordattentäter                                          | Moschee, Soldaten, Zivilisten            | 15 (+2)                   | 48        | Aufstand im Irak 2011–2013      |                                                   |
| 25. Februar 2016 | Irak                         | Anschlag in Sindschar       | IS                                                                     | salafistisch, wahhabitisch                                             | Chemieraketen                                                   | Soldaten, Zivilisten                     | 0                         | 40        | Aufstand im Irak 2011–2013      |                                                   |
| 26. Februar 2016 | Somalia                      | Anschlag in Mogadischu      | al-Shabaab                                                             | wahhabitisch, islamistisch                                             | Selbstmordattentäter mit Autobomben und Schusswaffen            | Hotel, Park                              | 25 (+5)                   | 60        | Somalischer Bürgerkrieg         |                                                   |
| 26. Februar 2016 | Deutschland                  | Anschlag in Hannover        | Safia S., vermutlich IS                                                | salafistisch, wahhabitisch                                             | Messer                                                          | Bundespolizisten                         | 0                         | 1         |                                 |                                                   |
| 27. Februar 2016 | Afghanistan                  | Anschlag in Asadabad        | vermutlich Taliban                                                     | deobandisch-fundamentalistisch, paschtunisch, islamistisch             | Selbstmordattentäter                                            | Regierungsgebäude                        | 11 (+1)                   | 40        | Krieg in Afghanistan            |                                                   |
| 27. Februar 2016 | Syrien                       | Anschlag in Tall Abyad      | IS                                                                     | salafistisch, wahhabitisch                                             | Mörser, Maschinengewehre                                        | Stadt                                    | 30 (+45)                  |           | Bürgerkrieg in Syrien seit 2011 |                                                   |
| 27. Februar 2016 | Deutschland                  | Anschlag in Gräfenhainichen | Rechtsextremisten                                                      | rechtsextremistisch                                                    | Schusswaffen                                                    | Geplantes Flüchtlingsheim                | 0                         | 0         |                                 |                                                   |
| 28. Februar 2016 | Irak                         | Anschlag in Bagdad          | IS                                                                     | salafistisch, wahhabitisch                                             | Selbstmordattentäter mit Motorradbombe, Selbstmordattentäter    | Markt, Zivilisten                        | 73 (+2)                   | 112       | Aufstand im Irak 2011–2013      |                                                   |
| 28. Februar 2016 | Somalia                      | Anschlag in Baidoa          | al-Shabaab                                                             | wahhabitisch, islamistisch                                             | Selbstmordattentäter, Autobombe                                 | Apotheke, Restaurant, Zivilisten         | 31 (+1)                   | 61        | Somalischer Bürgerkrieg         |                                                   |
| 28. Februar 2016 | Irak                         | Anschlag in al-Anbar        | IS                                                                     | salafistisch, wahhabitisch                                             | Selbstmordattentäter mit Autobomben, Schusswaffen               | Militärkaserne, Sicherheitskräfte        | 12 (+10)                  | 22        | Aufstand im Irak 2011–2013      |                                                   |
| 29. Februar 2016 | Irak                         | Anschlag in al-Muqdadiyya   | IS                                                                     | salafistisch, wahhabitisch                                             | Selbstmordattentäter                                            | Beerdigung, Milizionäre                  | 30 (+1)                   | 58        | Aufstand im Irak 2011–2013      |                                                   |
| 29. Februar 2016 | Irak                         | Anschlag in al-Anbar        |                                                                        |                                                                        | Selbstmordattentäter mit Autobombe                              | Kontrollpunkt, Sicherheitskräfte         | 8 (+1)                    | 22        | Aufstand im Irak 2011–2013      |                                                   |

## März
| Datum/Beginn  | Betroffenes Land       | Anschlag                         | Täter                      | Politische Ausrichtung                                          | Mittel                                  | Ziel                                | Tote    | Verletzte | Hintergrund                                       |
| ------------- | ---------------------- | -------------------------------- | -------------------------- | --------------------------------------------------------------- | --------------------------------------- | ----------------------------------- | ------- | --------- | ------------------------------------------------- |
| 01. März 2016 | Irak                   | Anschlag in al-Anbar             |                            |                                                                 | 2 Selbstmordattentäter                  | Militärkonvoi, Sicherheitskräfte    | 25 (+2) |           | Aufstand im Irak 2011–2013                        |
| 02. März 2016 | Nigeria                | Anschlag in Benue                | Fulani-Extremisten         |                                                                 | Schusswaffen                            | Bauern                              | 40+     | 0         | Scharia-Konflikt in Nigeria                       |
| 03. März 2016 | Irak                   | Anschlag in Erbil                | IS                         | salafistisch, wahhabitisch                                      | Artillerie, Raketen                     | Militärgebäude                      | 4       | 23        | Aufstand im Irak 2011–2013                        |
| 03. März 2016 | Afghanistan            | Anschlag in Balch                | Taliban                    | deobandisch-fundamentalistisch, paschtunisch, islamistisch      | Autobombe                               | Basar                               | 2       | 24        | Krieg in Afghanistan                              |
| 04. März 2016 | Türkei                 | Anschlag in Nusaybin             | PKK                        | autonomistisch, kurdisch-sozialistisch                          | Autobombe, Raketen, Schusswaffen        | Polizeistation                      | 2       | 35        | Konflikt zwischen der Republik Türkei und der PKK |
| 04. März 2016 | Jemen                  | Attentat in Aden am 4. März 2016 | IS                         | salafistisch, wahhabitisch                                      | Schusswaffen                            | Altenheim                           | 16      |           |                                                   |
| 04. März 2016 | Vereinigtes Königreich | Anschlag in Belfast              | RIRA                       | autonomistisch, irisch-republikanisch, katholisch               | Sprengsatz                              | Fahrzeug                            | 1       | 0         | Nordirlandkonflikt                                |
| 05. März 2016 | Irak                   | Anschlag in Mossul               | IS                         | salafistisch, wahhabitisch                                      | Entführung, Exekution                   | Zivilisten                          | 20      | 0         | Aufstand im Irak 2011–2013                        |
| 06. März 2016 | Irak                   | Anschlag in Hilla                | IS                         | salafistisch, wahhabitisch                                      | Selbstmordattentäter mit Autobombe      | Kontrollpunkt                       | 61 (+1) | 95        | Aufstand im Irak 2011–2013                        |
| 06. März 2016 | Syrien                 | Anschlag in Aleppo               |                            |                                                                 | Raketen, Mörser                         | Wohnviertel                         | 13      | 40        | Bürgerkrieg in Syrien seit 2011                   |
| 07. März 2016 | Pakistan               | Anschlag in Khyber Pakhtunkhwa   | TTP                        | deobandisch, islamisch-fundamentalistisch                       | Selbstmordattentäter mit Schusswaffe(n) | Amtsgericht                         | 17 (+1) | 30        | Konflikt in Nordwest-Pakistan                     |
| 09. März 2016 | Irak                   | Anschlag in Kirkuk               | IS                         | salafistisch, wahhabitisch                                      | Senfgasraketen                          |                                     | 3       | 1500      | Aufstand im Irak 2011–2013                        |
| 13. März 2016 | Elfenbeinküste         | Anschlag in Grand-Bassam         | al-Qaida im Maghreb        | salafistisch, wahhabitisch                                      | Sturmgewehre, Granaten                  | Strand, Touristen, Soldaten         | 19 (+3) | 33        | Aufstand im Maghreb seit 2002                     |
| 13. März 2016 | Türkei                 | Anschlag in Ankara               | Freiheitsfalken Kurdistans | autonomistisch, kurdisch-sozialistisch                          | 2 Selbstmordattentäter mit Autobombe    | Zivilisten an Bushaltestelle        | 37 (+2) | 125       | Konflikt zwischen der Republik Türkei und der PKK |
| 14. März 2016 | Nigeria                | Anschlag in Borno                | Boko Haram                 | wahhabitisch, islamistisch                                      | Sprengstoff                             | Dorf                                | 9       | 40        | Scharia-Konflikt in Nigeria                       |
| 14. März 2016 | Irak                   | Anschlag in al-Anbar             | IS                         | salafistisch, wahhabitisch                                      |                                         | Militärkaserne                      | 22      | 16        | Aufstand im Irak 2011–2013                        |
| 16. März 2016 | Südsudan               | Anschlag in Unity                | SPLM-IO                    |                                                                 | Maschinengewehre, Panzerfäuste          | Bus                                 | 12      | 50+       | Bürgerkrieg im Südsudan seit 2013                 |
| 16. März 2016 | Nigeria                | Anschlag in Maiduguri            | Boko Haram                 | wahhabitisch, islamistisch                                      | 2 Selbstmordattentäterinnen             | Moschee                             | 25 (+2) | 32        | Scharia-Konflikt in Nigeria                       |
| 16. März 2016 | Pakistan               | Anschlag in Peschawar            |                            |                                                                 | Sprengsatz                              | Regierungsarbeiter in Bus           | 16      | 50        | Konflikt in Nordwest-Pakistan                     |
| 19. März 2016 | Türkei                 | Anschlag in Istanbul             | IS                         | salafistisch, wahhabitisch                                      | Selbstmordattentäter                    | Fußgängerzone, Zivilisten           | 4 (+1)  | 36        |                                                   |
| 20. März 2016 | Jemen                  | Anschlag in Taizz                | Huthi                      | zaiditisch, antiimperialistisch, antizionistisch, antisemitisch | Artillerie                              | Wohnviertel                         | 26      | 60        | Bürgerkrieg im Jemen seit 2015                    |
| 20. März 2016 | Somalia                | Anschlag in Shabeellaha Hoose    | al-Shabaab                 | wahhabitisch, islamistisch                                      | Schusswaffen                            | Militärstützpunkt                   | 35      | 23        | Somalischer Bürgerkrieg                           |
| 22. März 2016 | Belgien                | Anschlag in Brüssel              | IS                         | salafistisch, wahhabitisch                                      | 3 Selbstmordattentäter                  | Flughafen, U-Bahnhof                | 32 (+3) | 340       |                                                   |
| 23. März 2016 | Uganda                 | Anschlag in Kasese               |                            |                                                                 | Macheten, Speere, Keulen                | Polizeiposten                       | 1 (+1)  | 0 (+1)    |                                                   |
| 24. März 2016 | Türkei                 | Anschlag in Lice                 | PKK                        | autonomistisch, kurdisch-sozialistisch                          | Autobombe, Maschinengewehre             | Militärstützpunkt                   | 3       | 24        | Konflikt zwischen der Republik Türkei und der PKK |
| 25. März 2016 | Irak                   | Anschlag in Babil                | IS                         | salafistisch, wahhabitisch                                      | Selbstmordattentäter                    | Stadion, Milizionäre, Bürgermeister | 30 (+1) | 60        | Aufstand im Irak 2011–2013                        |
| 27. März 2016 | Pakistan               | Anschlag in Lahore               | TTP                        | deobandisch, islamisch-fundamentalistisch                       | Selbstmordattentäter                    | Park                                | 78 (+1) | 351       | Konflikt in Nordwest-Pakistan                     |
| 29. März 2016 | Irak                   | Anschlag in al-Qayyara           | IS                         | salafistisch, wahhabitisch                                      | Exekution                               | Zivilisten                          | 25      | 0         | Aufstand im Irak 2011–2013                        |
| 29. März 2016 | Deutschland            | Anschlag in Hamburg              | PKK                        | autonomistisch, kurdisch-sozialistisch                          | Molotowcocktails                        | Fahrzeug                            | 0       | 0         |                                                   |
| 30. März 2016 | Irak                   | Anschlag in Falludscha           | IS                         | salafistisch, wahhabitisch                                      | Exekution                               | Zivilisten                          | 35      | 0         | Aufstand im Irak 2011–2013                        |
| 31. März 2016 | Türkei                 | Anschlag in Diyarbakır           | PKK                        | autonomistisch, kurdisch-sozialistisch                          | Autobombe                               | Polizeibus                          | 7       | 27        | Konflikt zwischen der Republik Türkei und der PKK |

## April
| Datum/Beginn   | Betroffenes Land             | Anschlag                 | Täter                     | Politische Ausrichtung | Mittel                                                   | Ziel                             | Tote      | Verletzte | Hintergrund                                       |
| -------------- | ---------------------------- | ------------------------ | ------------------------- | --- | -------------------------------------------------------- | -------------------------------- | --------- | --------- | ------------------------------------------------- |
| 01. April 2016 | Syrien                       | Anschlag in Aleppo       | IS                        | salafistisch, wahhabitisch | Selbstmordattentäter mit Autobomben, Mörsern und Raketen | Soldaten                         | 24 (+16)  |           | Bürgerkrieg in Syrien seit 2011                   |
| 04. April 2016 | Irak                         | Anschlag in Dhi Qar      | IS                        | salafistisch, wahhabitisch | Selbstmordattentäter                                     | Restaurant, Milizionäre          | 14 (+1)   | 27        | Aufstand im Irak 2011–2013                        |
| 04. April 2016 | Indien                       | Anschlag in Assam        | vermutlich ULFA           | autonomistisch, assamesisch-nationalistisch, marxistisch, sozialistisch                                                                           | Motorradbombe                                            | Wahlbüro                         | 3         | 20        | Aufstand im Nordosten Indiens Assam-Konflikt      |
| 05. April 2016 | Syrien                       | Anschlag in Aleppo       | Ahrar al-Scham            | salafistisch, syrisch-nationalistisch | Raketen                                                  | Wohnviertel                      | 9         | 50        | Bürgerkrieg in Syrien seit 2011                   |
| 07. April 2016 | Nigeria                      | Anschlag in Yobe         | Boko Haram                | wahhabitisch, islamistisch | Schusswaffen, Brandstiftung                              | Dörfer                           | 20        |           | Scharia-Konflikt in Nigeria                       |
| 07. April 2016 | Syrien                       | Anschlag in Aleppo       |                           | | Chlorgas-Mörser                                          | Wohnviertel                      | 9         | 29        | Bürgerkrieg in Syrien seit 2011                   |
| 09. April 2016 | Philippinen                  | Anschlag in Basilan      |                           | | Sprengstoff, Schuss- und Stichwaffen                     | Soldaten                         | 18 (+3)   | 51        |                                                   |
| 11. April 2016 | Afghanistan                  | Anschlag in Nangarhar    | Taliban                   | deobandisch-fundamentalistisch, paschtunisch, islamistisch                                                                                        | Selbstmordattentäter mit Autobombe                       | Armeerekruten in Bus, Zivilisten | 12 (+1)   | 38        | Krieg in Afghanistan                              |
| 11. April 2016 | Türkei                       | Anschlag in Hani         | PKK                       | autonomistisch, kurdisch-sozialistisch | Autobombe, Schusswaffen                                  | Militärstützpunkt, Zivilisten    | 2         | 46        | Konflikt zwischen der Republik Türkei und der PKK |
| 11. April 2016 | Nigeria                      | Anschlag in Taraba       | Fulani-Extremisten        | | Schusswaffen, Brandstiftung                              | Dörfer, Zivilisten               | 46+       |           | Kommunale Konflikte in Nigeria                    |
| 15. April 2016 | Libyen                       | Anschlag in Bengasi      | IS                        | salafistisch, wahhabitisch | Autobomben                                               | Soldaten                         | 6 (+5)    | 25        | Bürgerkrieg in Libyen seit 2014                   |
| 15. April 2016 | Äthiopien                    | Anschlag in Gambela      |                           | | Schusswaffen                                             | Dörfer                           | 208 (+60) | 80        |                                                   |
| 16. April 2016 | Deutschland                  | Anschlag in Essen        | Yussuf T., Mohammed B.    | islamistisch | Sprengsatz                                               | Sikh-Tempel                      | 0         | 3         |                                                   |
| 18. April 2016 | Israel                       | Anschlag in Jerusalem    | Hamas                     | palästinensisch-nationalistisch, sunnitisch-islamistisch, islamisch-nationalistisch, islamisch-fundamentalistisch, antizionistisch, antisemitisch | Selbstmordattentäter                                     | Bus                              | 0 (+1)    | 20+       | Israelisch-palästinensischer Konflikt             |
| 18. April 2016 | Nigeria                      | Anschlag in Borno        | Boko Haram                | wahhabitisch, islamistisch | Artillerie, Panzerfäuste, Schusswaffen                   | Soldaten                         | 0 (+30)   | 24        | Scharia-Konflikt in Nigeria                       |
| 19. April 2016 | Afghanistan                  | Anschlag in Kabul        | Taliban, Haqqani-Netzwerk | deobandisch-fundamentalistisch, paschtunisch, islamistisch                                                                                        | Selbstmordattentäter mit Autobombe, Schusswaffen         | NDS-Gebäude, Zivilisten          | 68 (+3)   | 347       | Krieg in Afghanistan 2001–2021                    |
| 19. April 2016 | Afghanistan                  | Anschlag in Tachar       |                           | | Giftgas                                                  | Mädchenschule                    | 0         | 62        | Krieg in Afghanistan                              |
| 20. April 2016 | Zentralafrikanische Republik | Anschlag in Ouaka        | Anti-Balaka               | christlich | Schusswaffen, Brandstiftung                              | Dorf                             |           |           |                                                   |
| 21. April 2016 | Irak                         | Anschlag in Mossul       | IS                        | salafistisch, wahhabitisch | Massenexekution                                          | Zivilisten                       | 250       | 0         | Aufstand im Irak 2011–2013                        |
| 22. April 2016 | Irak                         | Anschlag in al-Anbar     | IS                        | salafistisch, wahhabitisch | 2 Selbstmordattentäter                                   | Moschee                          | 6 (+2)    | 31        | Aufstand im Irak 2011–2013                        |
| 23. April 2016 | Irak                         | Anschlag in Diyala       | IS                        | salafistisch, wahhabitisch | Selbstmordattentäter mit Autobombe                       | Kontrollpunkt, Zivilisten        | 9 (+1)    | 28        | Aufstand im Irak 2011–2013                        |
| 24. April 2016 | Irak                         | Anschlag in Mossul       | IS                        | salafistisch, wahhabitisch | Exekution                                                | Zivilisten (Kinder)              | 20        | 0         | Aufstand im Irak 2011–2013                        |
| 24. April 2016 | Nigeria                      | Anschlag in Borno        | Boko Haram                | wahhabitisch, islamistisch |                                                          | Fulani-Zivilisten                | 30+       |           | Scharia-Konflikt in Nigeria                       |
| 25. April 2016 | Irak                         | Anschlag in Ninawa       | IS                        | salafistisch, wahhabitisch | Exekution                                                | Zivilisten                       | 28        | 0         | Aufstand im Irak 2011–2013                        |
| 25. April 2016 | Syrien                       | Anschlag in Rif Dimaschq | IS                        | salafistisch, wahhabitisch | Selbstmordattentäter mit Autobombe                       | Kontrollpunkt, Zivilisten        | 8 (+1)    | 20        | Bürgerkrieg in Syrien seit 2011                   |
| 25. April 2016 | Irak                         | Anschlag in Bagdad       | IS                        | salafistisch, wahhabitisch | Selbstmordattentäter mit Autobombe                       | Kino                             | 11 (+1)   | 39        | Aufstand im Irak 2011–2013                        |
| 25. April 2016 | Nigeria                      | Anschlag in Enugu        | Fulani-Extremisten        | | Granaten, Sturmgewehre, Macheten, Brandstiftung          | Dorf                             | 5         | 56        | Kommunale Konflikte in Nigeria                    |
| 30. April 2016 | Irak                         | Anschlag in Diyala       | IS                        | salafistisch, wahhabitisch | Selbstmordattentäter mit Autobombe                       | Schiitische Pilger               | 19 (+1)   | 48        | Aufstand im Irak 2011–2013                        |

## Mai
| Datum/Beginn | Betroffenes Land | Anschlag                         | Täter                                        | Politische Ausrichtung                                          | Mittel                                              | Ziel                                     | Tote      | Verletzte | Hintergrund                                       |
| ------------ | ---------------- | -------------------------------- | -------------------------------------------- | --------------------------------------------------------------- | --------------------------------------------------- | ---------------------------------------- | --------- | --------- | ------------------------------------------------- |
| 01. Mai 2016 | Irak             | Anschlag in Samawa               | IS                                           | salafistisch, wahhabitisch                                      | 2 Selbstmordattentäter mit Autobomben               | Regierungsgelände, Bushaltestelle        | 33 (+2)   | 63        | Aufstand im Irak 2011–2013                        |
| 01. Mai 2016 | Türkei           | Anschlag in Gaziantep            | IS                                           | salafistisch, wahhabitisch                                      | Selbstmordattentäter mit Autobombe, Schusswaffen    | Polizeistation, Zivilisten               | 3 (+1)    | 34        |                                                   |
| 01. Mai 2016 | Türkei           | Anschlag in Dicle                | PKK                                          | autonomistisch, kurdisch-sozialistisch                          | Autobombe, Schusswaffen                             | Polizeistation, Zivilisten               | 1         | 23        | Konflikt zwischen der Republik Türkei und der PKK |
| 01. Mai 2016 | Syrien           | Anschlag in Aleppo               | Dschaisch al-Islam                           | salafistisch, syrisch-nationalistisch                           | Raketen                                             | Wohnviertel                              | 3         | 40        | Bürgerkrieg in Syrien seit 2011                   |
| 02. Mai 2016 | Irak             | Anschlag in Bagdad               | IS                                           | salafistisch, wahhabitisch                                      | Autobombe                                           | Schiitische Pilger                       | 11        | 30        | Aufstand im Irak 2011–2013                        |
| 03. Mai 2016 | Syrien           | Anschlag in Aleppo               | al-Nusra-Front, Harakat Nour al-Din al-Zenki | salafistisch, wahhabitisch                                      | Autobombe                                           | Regierungsgebäude, Milizionäre           | 46        |           | Bürgerkrieg in Syrien seit 2011                   |
| 05. Mai 2016 | Syrien           | Anschlag in Al-Mukharram         | IS                                           | salafistisch, wahhabitisch                                      | Autobombe, Selbstmordattentäter                     | Zivilisten                               | 10 (+1)   | 40        | Bürgerkrieg in Syrien seit 2011                   |
| 05. Mai 2016 | Syrien           | Anschlag in Aleppo               |                                              |                                                                 | Autobombe, Artillerie, Panzer, Maschinengewehre     | Bushaltestelle, Zivilisten               | 30 (+43)  | 21        | Bürgerkrieg in Syrien seit 2011                   |
| 08. Mai 2016 | Irak             | Anschlag in Kirkuk               | IS                                           | salafistisch, wahhabitisch                                      | Chlorgasraketen                                     | Dorf, Soldat, Milizionäre                | 0         | 40        | Aufstand im Irak 2011–2013                        |
| 08. Mai 2016 | Jemen            | Anschlag in Taizz                | Huthi                                        | zaiditisch, antiimperialistisch, antizionistisch, antisemitisch | Artillerie                                          | Wohnviertel                              | 2         | 20        | Bürgerkrieg im Jemen seit 2015                    |
| 09. Mai 2016 | Irak             | Anschlag in Baquba               | IS                                           | salafistisch, wahhabitisch                                      | Selbstmordattentäter mit Autobombe                  | Markt                                    | 11 (+1)   | 40        | Aufstand im Irak 2011–2013                        |
| 10. Mai 2016 | Türkei           | Anschlag in Diyarbakır           | PKK                                          | autonomistisch, kurdisch-sozialistisch                          | Autobombe                                           | Polizeibus                               | 5         | 43        | Konflikt zwischen der Republik Türkei und der PKK |
| 11. Mai 2016 | Irak             | Anschlag in Bagdad               | IS                                           | salafistisch, wahhabitisch                                      | 3 Selbstmordattentäter mit Autobomben, Autobombe    | Markt, Polizeikontrollpunkte, Zivilisten | 100 (+3)  | 181       | Aufstand im Irak 2011–2013                        |
| 12. Mai 2016 | Irak             | Anschlag in Salah ad-Din         | IS                                           | salafistisch, wahhabitisch                                      | 3 Selbstmordattentäter, Granaten, Sturmgewehre      | Markt, Polizisten, Café, Milizionäre     | 16 (+3)   | 27        | Aufstand im Irak 2011–2013                        |
| 12. Mai 2016 | Jemen            | Anschlag in al-Mukalla           |                                              |                                                                 | 2 Selbstmordattentäter mit Autobomben, Schusswaffen | Marinestützpunkt                         | 15 (+2)   | 24        | Bürgerkrieg im Jemen seit 2015                    |
| 14. Mai 2016 | Syrien           | Anschlag in Deir ez-Zor          | IS                                           | salafistisch, wahhabitisch                                      | Entführung                                          | Krankenhaus                              | 20 (+20)  |           | Bürgerkrieg in Syrien seit 2011                   |
| 15. Mai 2016 | Irak             | Anschlag in Tadschi              | IS                                           | salafistisch, wahhabitisch                                      | 6 Selbstmordattentäter mit Autobomben               | Erdgasanlage                             | 14 (+6)   | 20        | Aufstand im Irak 2011–2013                        |
| 15. Mai 2016 | Jemen            | Anschlag in al-Mukalla           | IS                                           | salafistisch, wahhabitisch                                      | Selbstmordattentäter                                | Polizeirekruten                          | 31 (+1)   | 50        | Bürgerkrieg im Jemen seit 2015                    |
| 16. Mai 2016 | Irak             | Anschlag in Mossul               | IS                                           | salafistisch, wahhabitisch                                      | Exekution                                           | Zivilisten                               | 20        | 0         | Aufstand im Irak 2011–2013                        |
| 16. Mai 2016 | Irak             | Anschlag in al-Anbar             | IS                                           | salafistisch, wahhabitisch                                      | 11 Selbstmordattentäter mit Autobomben              | Sicherheitskräfte                        | 60+ (+11) |           | Aufstand im Irak 2011–2013                        |
| 17. Mai 2016 | Burkina Faso     | Anschlag in Koutougou            |                                              |                                                                 | Schusswaffen, Brandstiftung                         | Polizeistation                           | 0         | 2         |                                                   |
| 17. Mai 2016 | Irak             | Anschlag in Bagdad               | IS                                           | salafistisch, wahhabitisch                                      | Selbstmordattentäter mit Autobombe                  | Markt                                    | 16 (+1)   | 35        | Aufstand im Irak 2011–2013                        |
| 17. Mai 2016 | Irak             | Anschlag in Bagdad               | IS                                           | salafistisch, wahhabitisch                                      | Selbstmordattentäter, Sprengsatz                    | Markt                                    | 11 (+1)   | 37        | Aufstand im Irak 2011–2013                        |
| 18. Mai 2016 | Libyen           | Anschlag in Surt                 | IS                                           | salafistisch, wahhabitisch                                      | 2 Selbstmordattentäter mit Autobomben               | Soldaten                                 | 32 (+2)   | 50        | Bürgerkrieg in Libyen seit 2014                   |
| 21. Mai 2016 | Irak             | Anschlag in Dudschail            | IS                                           | salafistisch, wahhabitisch                                      | Selbstmordattentäter                                | Markt                                    | 9 (+1)    | 21        | Aufstand im Irak 2011–2013                        |
| 23. Mai 2016 | Jemen            | Anschlag in Aden                 | IS                                           | salafistisch, wahhabitisch                                      | 2 Selbstmordattentäter, einer mit Autobombe         | Militärrekrutierungszentrum              | 45 (+2)   | 60+       | Bürgerkrieg im Jemen seit 2015                    |
| 23. Mai 2016 | Syrien           | Anschläge in Tartus und Dschabla | IS                                           | salafistisch, wahhabitisch                                      | 8 Selbstmordattentäter, 2 Autobomben, Raketen       | Bushaltestellen, Tankstelle, Krankenhaus | 138 (+7)  |           | Bürgerkrieg in Syrien seit 2011                   |
| 27. Mai 2016 | Uganda           | Anschlag im Norden               |                                              |                                                                 | Schusswaffen                                        | Soldaten                                 | 1         | 0         |                                                   |
| 27. Mai 2016 | Syrien           | Anschlag in Idlib                |                                              |                                                                 | Autobombe                                           | Moschee                                  | 5         | 30        | Bürgerkrieg in Syrien seit 2011                   |
| 28. Mai 2016 | Irak             | Anschläge in Bagdad und al-Anbar | IS                                           | salafistisch, wahhabitisch                                      |                                                     | Zivilisten                               | 2         | 20        | Aufstand im Irak 2011–2013                        |
| 28. Mai 2016 | Irak             | Anschlag in Ninawa               | IS                                           | salafistisch, wahhabitisch                                      | Chlorgasraketen                                     | Dorf                                     | 0         | 35        | Aufstand im Irak 2011–2013                        |
| 29. Mai 2016 | Irak             | Anschlag in Diyala               | IS                                           | salafistisch, wahhabitisch                                      | Selbstmordattentäter                                | Casino                                   | 7 (+1)    | 35        | Aufstand im Irak 2011–2013                        |
| 29. Mai 2016 | Jemen            | Anschlag in Schabwa              | Huthi                                        | zaiditisch, antiimperialistisch, antizionistisch, antisemitisch |                                                     | Soldaten                                 | 20 (+28)  |           | Bürgerkrieg im Jemen seit 2015                    |
| 31. Mai 2016 | Burkina Faso     | Anschlag in Intamgom             | Muslimische Extremisten                      |                                                                 | Schusswaffen                                        | Polizeistation                           | 3         | 0         |                                                   |

## Juni
| Datum/Beginn  | Betroffenes Land             | Anschlag                      | Täter                                                                | Politische Ausrichtung                                             | Mittel                                                        | Ziel                                                   | Tote      | Verletzte | Hintergrund                                       |
| ------------- | ---------------------------- | ----------------------------- | -------------------------------------------------------------------- | ------------------------------------------------------------------ | ------------------------------------------------------------- | ------------------------------------------------------ | --------- | --------- | ------------------------------------------------- |
| 01. Juni 2016 | Somalia                      | Anschlag in Mogadischu        | al-Shabaab                                                           | wahhabitisch, islamistisch                                         | Selbstmordattentäter mit Autobombe, Schusswaffen, Geiselnahme | Hotel, Parlamentarier                                  | 20 (+4)   | 50        | Somalischer Bürgerkrieg                           |
| 01. Juni 2016 | Irak                         | Anschlag in al-Anbar          | IS                                                                   | salafistisch, wahhabitisch                                         | Selbstmordattentäter, Mörser, Sprengsätze                     | Dorf, Militärkonvoi, Soldaten, Zivilisten              | 120 (+10) |           | Aufstand im Irak 2011–2013                        |
| 01. Juni 2016 | Irak                         | Anschlag in al-Anbar          | Kata’ib Hezbollah                                                    | irakisch-nationalistisch, schiitisch-islamistisch, antizionistisch | Entführung, Messer, Schaufeln, Rohre, Stöcke, Brandstiftung   | Flüchtlinge                                            | 49        | 600       | Aufstand im Irak 2011–2013                        |
| 01. Juni 2016 | Afghanistan                  | Anschlag in Wardak            |                                                                      |                                                                    | Gift                                                          | Schüler                                                | 0         | 100+      | Krieg in Afghanistan 2001–2021                    |
| 03. Juni 2016 | Irak                         | Anschlag in al-Anbar          | IS                                                                   | salafistisch, wahhabitisch                                         | Selbstmordattentäter                                          | Flüchtlinge                                            | 6 (+1)    | 23        | Aufstand im Irak 2011–2013                        |
| 03. Juni 2016 | Niger                        | Anschlag in Diffa             | Boko Haram                                                           | wahhabitisch, islamistisch                                         | Schusswaffen, Brandstiftung                                   | Kontrollpunkt, Dorf                                    | 32        | 67        | Scharia-Konflikt in Nigeria                       |
| 03. Juni 2016 | Jemen                        | Anschlag in Taizz             | Huthi                                                                | zaiditisch, antiimperialistisch, antizionistisch, antisemitisch    | Raketen, Mörser                                               | Markt                                                  | 17        | 30        | Bürgerkrieg im Jemen seit 2015                    |
| 04. Juni 2016 | Irak                         | Anschlag in al-Anbar          | IS                                                                   | salafistisch, wahhabitisch                                         | Selbstmordattentäter mit Autobombe                            | Militärkonvoi                                          | 20 (+1)   | 0         | Aufstand im Irak 2011–2013                        |
| 05. Juni 2016 | Afghanistan                  | Anschlag in Pul-i-Alam        | Taliban                                                              | deobandisch-fundamentalistisch, paschtunisch, islamistisch         | 3 Selbstmordattentäter mit Schusswaffen                       | Gerichtsgebäude, Zivilisten                            | 7 (+3)    | 23        | Krieg in Afghanistan                              |
| 05. Juni 2016 | Kasachstan                   | Anschlag in Aqtöbe            | Kazakhstan Liberation Army                                           | islamistisch                                                       | Schusswaffen                                                  | Waffengeschäfte, Armeestützpunkt, Soldaten, Zivilisten | 7 (+18)   | 40        |                                                   |
| 06. Juni 2016 | Kamerun                      | Anschlag in Extrême-Nord      | Boko Haram                                                           | wahhabitisch, islamistisch                                         | Entführung                                                    | Fischer                                                | 52        | 0         | Scharia-Konflikt in Nigeria                       |
| 07. Juni 2016 | Türkei                       | Anschlag in Istanbul          | Freiheitsfalken Kurdistans                                           | autonomistisch, kurdisch-nationalistisch                           | Selbstmordattentäter mit Autobombe                            | Polizeibus, Zivilisten                                 | 12 (+1)   | 35        | Konflikt zwischen der Republik Türkei und der PKK |
| 07. Juni 2016 | Irak                         | Anschlag in Kerbela           | IS                                                                   | salafistisch, wahhabitisch                                         | Selbstmordattentäter mit Autobombe                            | Gewerbegebiet                                          | 8 (+1)    | 20        | Aufstand im Irak 2011–2013                        |
| 08. Juni 2016 | Israel                       | Anschlag in Tel Aviv-Jaffa    | Palästinenser                                                        | autonomistisch palästinensisch                                     | Schusswaffen                                                  | Zivilisten                                             | 4         | 19        |                                                   |
| 08. Juni 2016 | Türkei                       | Anschlag in Midyat            | PKK                                                                  | autonomistisch, kurdisch-sozialistisch                             | Selbstmordattentäter mit Autobombe                            | Polizeigebäude                                         | 6 (+1)    | 51        | Konflikt zwischen der Republik Türkei und der PKK |
| 09. Juni 2016 | Irak                         | Anschlag in Bagdad            | IS                                                                   | salafistisch, wahhabitisch                                         | Selbstmordattentäter mit Autobombe                            | Gewerbegebiet                                          | 7 (+1)    | 29        | Aufstand im Irak 2011–2013                        |
| 10. Juni 2016 | Irak                         | Anschlag in Falludscha        | IS                                                                   | salafistisch, wahhabitisch                                         | Schusswaffen                                                  | Zivilisten                                             | 30        | 0         | Aufstand im Irak 2011–2013                        |
| 10. Juni 2016 | Afghanistan                  | Anschlag in Nangarhar         |                                                                      |                                                                    | Sprengsatz                                                    | Moschee                                                | 3         | 55        | Krieg in Afghanistan                              |
| 11. Juni 2016 | Syrien                       | Anschlag in Rif Dimaschq      | IS                                                                   | salafistisch, wahhabitisch                                         | 2 Selbstmordattentäter, einer mit Autobombe                   | Schrein Zainab bint Alis, Zivilisten                   | 20 (+2)   | 30        | Bürgerkrieg in Syrien seit 2011                   |
| 12. Juni 2016 | USA                          | Massaker in Orlando           | Omar Mir Seddique Mateen                                             | islamistisch                                                       | Sturmgewehr, Pistole                                          | Nachtclub, Zivilisten                                  | 49 (+1)   | 53        |                                                   |
| 12. Juni 2016 | Irak                         | Anschlag in Falludscha        | IS                                                                   | salafistisch, wahhabitisch                                         |                                                               | Sicherheitskräfte                                      | 27 (+33)  | 17        | Aufstand im Irak 2011–2013                        |
| 12. Juni 2016 | Uganda                       | Anschlag in Gulu              | vermutlich National Democratic Alliance                              | autonomistisch, nationalistisch                                    | Automatische Schusswaffen, Pfeil und Bogen                    | Polizeistation                                         | 2         | 3         |                                                   |
| 13. Juni 2016 | Frankreich                   | Terroranschlag in Magnanville | IS                                                                   | salafistisch, wahhabitisch                                         | Messer                                                        | Polizist, Polizeisekretärin                            | 2 (+1)    | 0         |                                                   |
| 14. Juni 2016 | Syrien                       | Anschlag in Aleppo            |                                                                      |                                                                    |                                                               | Militärstellungen                                      | 86+       |           | Bürgerkrieg in Syrien seit 2011                   |
| 15. Juni 2016 | Südsudan                     | Anschlag in Haute-Kotto       | Lord’s Resistance Army / Islamic Movement for the Liberation of Raja | christlich                                                         | Schusswaffen, Brandstiftung                                   | Soldaten                                               | 41        | 5         | Sezessionskrieg im Südsudan                       |
| 15. Juni 2016 | Irak                         | Anschlag in al-Anbar          | IS                                                                   | salafistisch, wahhabitisch                                         | Selbstmordattentäter                                          | Sicherheitskräfte                                      | 28 (+1)   | 0         | Aufstand im Irak 2011–2013                        |
| 17. Juni 2016 | Irak                         | Anschlag in Salah ad-Din      | IS                                                                   | salafistisch, wahhabitisch                                         | Selbstmordattentäter mit Autobombe                            | Polizisten, Zivilisten                                 | 22 (+8)   | 43        | Aufstand im Irak 2011–2013                        |
| 18. Juni 2016 | Nigeria                      | Anschlag in Benue             | Fulani-Extremisten                                                   |                                                                    | Schusswaffen, Brandstiftung                                   | Dörfer                                                 | 74+       |           | Kommunale Konflikte in Nigeria                    |
| 20. Juni 2016 | Zentralafrikanische Republik | Anschlag in Bangui            | vermutlich Anti-Balaka                                               | christlich                                                         | Schusswaffen                                                  | Gebäude, Zivilisten                                    | 3         | 0         |                                                   |
| 20. Juni 2016 | Afghanistan                  | Anschlag in Badachschan       |                                                                      |                                                                    | Selbstmordattentäter mit Motorradbombe                        | Markt                                                  | 8 (+1)    | 40        | Krieg in Afghanistan                              |
| 23. Juni 2016 | Nigeria                      | Anschläge in Ogun und Lagos   | Ijaw-Extremisten                                                     |                                                                    | Schusswaffen                                                  | Gemeinden                                              | 50+       |           | Kommunale Konflikte in Nigeria                    |
| 24. Juni 2016 | Pakistan                     | Anschlag in Quetta            | United Baloch Army                                                   | autonomistisch-belutschisch                                        | Sprengsatz auf Fahrrad                                        | Markt                                                  | 7         | 27        | Belutschistankonflikt                             |
| 25. Juni 2016 | Indien                       | Anschlag in Pulwama           | Laschkar-e Taiba                                                     | salafistisch                                                       | Schusswaffen                                                  | Polizeikonvoi                                          | 8 (+2)    | 20        | Aufstand in Kaschmir                              |
| 25. Juni 2016 | Südsudan                     | Anschlag in Wau               | Islamic Movement for the Liberation of Raja                          |                                                                    | Schusswaffen                                                  | Stadt                                                  | 43+       | 0         | Bürgerkrieg im Südsudan seit 2013                 |
| 26. Juni 2016 | Madagaskar                   | Anschlag in Antananarivo      |                                                                      |                                                                    | Granate                                                       | Stade Municipal de Mahamasina                          | 3         | 91        |                                                   |
| 27. Juni 2016 | Jemen                        | Anschlag in al-Mukalla        | IS                                                                   | salafistisch, wahhabitisch                                         | 5 Selbstmordattentäter, einer mit Motorradbombe               | Kontrollpunkte, Militärlager, Zivilisten               | 38 (+5)   | 24        | Bürgerkrieg im Jemen seit 2015                    |
| 28. Juni 2016 | Türkei                       | Anschlag in Istanbul          | IS                                                                   | salafistisch, wahhabitisch                                         | 3 Selbstmordattentäter mit Sturmgewehren                      | Flughafen Istanbul-Atatürk, Zivilisten                 | 45 (+3)   | 235       |                                                   |
| 30. Juni 2016 | Afghanistan                  | Anschlag in Kabul             | Taliban                                                              | deobandisch-fundamentalistisch, paschtunisch, islamistisch         | 2 Selbstmordattentäter, einer mit Autobombe                   | Polizeikonvoi, Rettungskräfte                          | 33 (+2)   | 80        | Krieg in Afghanistan                              |
| 30. Juni 2016 | Somalia                      | Anschlag in Shabeellaha Hoose | al-Shabaab                                                           | wahhabitisch, islamistisch                                         | Sprengsatz                                                    | Bus, Militärfahrzeug                                   | 20+       |           | Somalischer Bürgerkrieg                           |

## Juli
| Datum/Beginn  | Betroffenes Land | Anschlag                             | Täter                                            | Politische Ausrichtung                                     | Mittel                                                                                                | Ziel | Tote       | Verletzte | Hintergrund                     |
| ------------- | ---------------- | ------------------------------------ | ------------------------------------------------ | ---------------------------------------------------------- | --- | --- | ---------- | --------- | ------------------------------- |
| 01. Juli 2016 | Bangladesch      | Anschlag in Dhaka                    |                                                  |                                                            | Geiselnahme, Granaten, Sturmgewehre, Pistolen, Messer, Machete                                        | Bäckerei, Polizisten, Zivilisten | 22 (+6)    | 30        |                                 |
| 01. Juli 2016 | Kenia            | Anschlag in Mandera                  | vermutlich al-Shabaab                            | wahhabitisch, islamistisch                                 | Maschinengewehre                                                                                      | Busse | 0          | 20        | Somalischer Bürgerkrieg         |
| 01. Juli 2016 | Somalia          | Anschlag in Baidoa                   | al-Shabaab                                       | wahhabitisch, islamistisch                                 | Mörsergranaten                                                                                        | Wohnviertel | 4          | 20        | Somalischer Bürgerkrieg         |
| 03. Juli 2016 | Irak             | Anschlag in Bagdad                   | IS                                               | salafistisch, wahhabitisch                                 | Selbstmordattentäter mit Autobombe                                                                    | Einkaufszentrum, Zivilisten | 382 (+1)   | 200       | Aufstand im Irak 2011–2013      |
| 05. Juli 2016 | Syrien           | Anschlag in al-Hasaka                | IS                                               | salafistisch, wahhabitisch                                 | Selbstmordattentäter mit Motorradbombe                                                                | Bäckerei | 25 (+1)    | 31        | Bürgerkrieg in Syrien seit 2011 |
| 06. Juli 2016 | Libyen           | Anschlag in Bengasi                  | IS                                               | salafistisch, wahhabitisch                                 | Selbstmordattentäter mit Autobombe                                                                    | Militärstützpunkt | 12 (+1)    | 35        | Bürgerkrieg in Libyen seit 2014 |
| 07. Juli 2016 | Irak             | Anschlag in Salah ad-Din             | IS                                               | salafistisch, wahhabitisch                                 | Selbstmordattentäter, Mörser, Schusswaffen                                                            | Schrein, Gläubige | 56 (+3)    | 71        | Aufstand im Irak 2011–2013      |
| 07. Juli 2016 | Uganda           | Anschlag im Westen                   |                                                  |                                                            | | Schule | 3          | 0         |                                 |
| 08. Juli 2016 | Venezuela        | Anschlag in Guanare                  |                                                  |                                                            | Granaten                                                                                              | Polizeihauptquartier | 1 (+1)     | 25        | Proteste in Venezuela seit 2014 |
| 08. Juli 2016 | Syrien           | Anschlag in Aleppo                   |                                                  |                                                            | Raketen                                                                                               | Universität, Zivilisten | 43         | 200+      | Bürgerkrieg in Syrien seit 2011 |
| 11. Juli 2016 | Syrien           | Anschlag in Aleppo                   | Aleppo Fatah Operations Room                     |                                                            | Artillerie, Maschinengewehre                                                                          | Zivilisten | 8          | 80        | Bürgerkrieg in Syrien seit 2011 |
| 14. Juli 2016 | Frankreich       | Anschlag in Nizza                    | Mohamed Lahouaiej Bouhlel                        | islamistisch                                               | Lkw, Pistole                                                                                          | Strandpromenade, Veranstaltung, Zivilisten                                                                                           | 85 (+1)    | 434       |                                 |
| 15. Juli 2016 | Türkei           | Anschlagsserie                       | Peace at Home Council                            |                                                            | Putschversuch, Schusswaffen, Militärhelikopter, Militärflugzeug, Sprengstoff, Scharfschützengewehr(e) | Rundfunkgebäude, Militärgebäude, Flughafen, Polizeistationen, Fernsehsender, Mautstelle, Polizeifahrzeuge, Panzer, Hotel, Zivilisten | 246 (+46+) | 2185      |                                 |
| 18. Juli 2016 | Deutschland      | Anschlag nahe Würzburg               | Muhammad Riyad / Riaz Khan Ahmadzai (IS)         | salafistisch, wahhabitisch                                 | Axt, Messer                                                                                           | Touristen und Zivilisten in Regionalbahn                                                                                             | 0 (+1)     | 5         |                                 |
| 19. Juli 2016 | Mali             | Anschlag in Niono                    |                                                  |                                                            | Schusswaffen                                                                                          | Militärstützpunkt | 22         | 35        | Krieg in Mali seit 2012         |
| 21. Juli 2016 | Syrien           | Anschlag in Aleppo                   | FSA                                              |                                                            | Sprengsätze                                                                                           | Polizeistation | 38         |           | Bürgerkrieg in Syrien seit 2011 |
| 22. Juli 2016 | Deutschland      | Anschlag in München                  | David S. (Rechtsextremist)                       | rechtsextremistisch, xenophob                              | Pistole                                                                                               | Zivilisten mit Migrationshintergrund                                                                                                 | 9 (+1)     | 36        |                                 |
| 22. Juli 2016 | Syrien           | Anschlag in Aleppo                   | Harakat Nour al-Din al-Zenki                     | salafistisch                                               | Mörsergranaten                                                                                        | Park | 8          | 30        | Bürgerkrieg in Syrien seit 2011 |
| 23. Juli 2016 | Afghanistan      | Anschlag in Kabul                    | IS                                               | salafistisch, wahhabitisch                                 | 3 Selbstmordattentäter                                                                                | Demonstranten | 80 (+3)    | 230       | Krieg in Afghanistan 2001–2021  |
| 24. Juli 2016 | Deutschland      | Anschlag in Ansbach                  | Mohammad Daleel (IS)                             | salafistisch, wahhabitisch                                 | Selbstmordattentäter                                                                                  | Musikfestival | 0 (+1)     | 15        |                                 |
| 24. Juli 2016 | Irak             | Anschlag in Bagdad                   | IS                                               | salafistisch, wahhabitisch                                 | Selbstmordattentäter                                                                                  | Kontrollpunkt | 14 (+1)    | 20        | Aufstand im Irak 2011–2013      |
| 25. Juli 2016 | Irak             | Anschlag in Diyala                   | IS                                               | salafistisch, wahhabitisch                                 | Selbstmordattentäter mit Autobombe                                                                    | Kontrollpunkt, Zivilisten | 14 (+1)    | 41        | Aufstand im Irak 2011–2013      |
| 26. Juli 2016 | Japan            | Anschlag in Sagamihara               | Satoshi Uematsu                                  | behindertenfeindlich                                       | Messer, Hammer                                                                                        | Behindertenheim | 19         | 26        |                                 |
| 26. Juli 2016 | Frankreich       | Anschlag in Saint-Étienne-du-Rouvray | Abdel Malik Petitjean, Adel Kermiche (IS)        | salafistisch, wahhabitisch                                 | Schusswaffe, Messer                                                                                   | Kirche | 1 (+2)     | 1         |                                 |
| 27. Juli 2016 | Syrien           | Anschlag in Qamischli                | IS                                               | salafistisch, wahhabitisch                                 | Autobombe, Selbstmordattentäter mit Autobombe                                                         | YPG-Gebäude | 52 (+1)    | 170       | Bürgerkrieg in Syrien seit 2011 |
| 28. Juli 2016 | Syrien           | Anschlag in Aleppo                   | IS                                               | salafistisch, wahhabitisch                                 | Entführung, Exekution                                                                                 | Zivilisten | 24         | 0         | Bürgerkrieg in Syrien seit 2011 |
| 29. Juli 2016 | Jemen            | Anschlag in Taizz                    | vermutlich al-Qaida auf der Arabischen Halbinsel | salafistisch, antizionistisch, antisemitisch               | Sprengstoff                                                                                           | Moschee | 0          | 20        | Bürgerkrieg im Jemen seit 2015  |
| 29. Juli 2016 | Afghanistan      | Anschlag in Helmand                  | Taliban                                          | deobandisch-fundamentalistisch, paschtunisch, islamistisch | Schusswaffen                                                                                          | Soldaten | 24 (+18)   | 7         | Krieg in Afghanistan            |
| 31. Juli 2016 | Afghanistan      | Anschlag in Helmand                  | Taliban                                          | deobandisch-fundamentalistisch, paschtunisch, islamistisch | Schusswaffen                                                                                          | Militärstützpunkte | 8 (+60)    | 21        | Krieg in Afghanistan            |

## August
| Datum/Beginn    | Betroffenes Land             | Anschlag                 | Täter                                     | Politische Ausrichtung                                                                                         | Mittel                                                                               | Ziel                                                                          | Tote      | Verletzte | Hintergrund                                       |
| --------------- | ---------------------------- | ------------------------ | ----------------------------------------- | --- | ------------------------------------------------------------------------------------ | ----------------------------------------------------------------------------- | --------- | --------- | ------------------------------------------------- |
| 02. August 2016 | Syrien                       | Anschlag in Aleppo       | Harakat Nour al-Din al-Zenki              | salafistisch                                                                                                   | Chlorgasraketen                                                                      | Wohnviertel                                                                   | 7         | 20        | Bürgerkrieg in Syrien seit 2011                   |
| 02. August 2016 | Libyen                       | Anschlag in Bengasi      | Shura Council of Benghazi Revolutionaries | islamistisch                                                                                                   | Selbstmordattentäter mit Autobombe                                                   | Soldaten, Zivilisten                                                          | 22 (+1)   | 20        | Bürgerkrieg in Libyen seit 2014                   |
| 04. August 2016 | Venezuela                    | Anschlag in Maracay      |                                           | | 2 Sprengsätze                                                                        | Gefängnis                                                                     | 5         | 30        | Proteste in Venezuela seit 2014                   |
| 04. August 2016 | Deutschland                  | Anschlag in Berlin       |                                           | | Brandstiftung                                                                        | CDU-Wahlkampfbus                                                              | 0         | 0         |                                                   |
| 04. August 2016 | Irak                         | Anschlag in Kirkuk       | IS                                        | salafistisch, wahhabitisch                                                                                     | Schusswaffen, Brandstiftung, Entführung, Massenexekution                             | Kontrollpunkt, Zivilisten                                                     | 97        |           | Aufstand im Irak 2011–2013                        |
| 05. August 2016 | Indien                       | Anschlag in Assam        | vermutlich NDFB                           | autonomistisch, bodo-nationalistisch, marxistisch, sozialistisch                                               | Granaten, Sturmgewehre                                                               | Markt                                                                         | 14 (+1)   | 25        | Aufstand im Nordosten Indiens Assam-Konflikt      |
| 06. August 2016 | Belgien                      | Anschlag in Charleroi    | IS                                        | salafistisch, wahhabitisch                                                                                     | Machete                                                                              | Polizisten                                                                    | 0 (+1)    | 2         |                                                   |
| 08. August 2016 | Pakistan                     | Anschlag in Quetta       | TTP                                       | paschtunisch, deobandisch-sunnitisch                                                                           | Selbstmordattentäter                                                                 | Krankenhaus, Journalisten                                                     | 74 (+1)   | 125       | Konflikt in Nordwest-Pakistan                     |
| 10. August 2016 | Türkei                       | Anschlag in Kızıltepe    | PKK                                       | autonomistisch, kurdisch-sozialistisch                                                                         | Sprengsatz                                                                           | Polizeibus                                                                    | 3         | 30        | Konflikt zwischen der Republik Türkei und der PKK |
| 11. August 2016 | Thailand                     | Anschlagsserie           | Runda Kumpulan Kecil                      | autonomistisch, islamistisch                                                                                   | 13 Sprengsätze                                                                       | Bar, Polizeistationen, Märkte, Geschäft, Strand, Dorf, Supermarkt, Zivilisten | 4         | 34        | Konflikt in Südthailand seit 2004                 |
| 13. August 2016 | Demokratische Republik Kongo | Anschlag in Beni         | ADF                                       | islamistisch                                                                                                   | Schusswaffen, Macheten                                                               | Zivilisten                                                                    | 64        |           | ADF-Konflikt                                      |
| 14. August 2016 | Syrien                       | Anschlag in Atmeh        | IS                                        | salafistisch, wahhabitisch                                                                                     | Selbstmordattentäter                                                                 | Sicherheitskräfte in Bus                                                      | 15 (+1)   | 25        | Bürgerkrieg in Syrien seit 2011                   |
| 15. August 2016 | Türkei                       | Anschlag in Diyarbakır   | PKK                                       | autonomistisch, kurdisch-sozialistisch                                                                         | Autobombe                                                                            | Polizeistation, Zivilisten                                                    | 8         | 44        | Konflikt zwischen der Republik Türkei und der PKK |
| 15. August 2016 | Irak                         | Anschlag in Kirkuk       |                                           | | Sprengsatz                                                                           | Zivilisten                                                                    | 5         | 20        | Aufstand im Irak 2011–2013                        |
| 18. August 2016 | Türkei                       | Anschlag in Elazığ       | PKK                                       | autonomistisch, kurdisch-sozialistisch                                                                         | Selbstmordattentäter mit Autobombe                                                   | Polizeihauptquartier                                                          | 3 (+1)    | 217       | Konflikt zwischen der Republik Türkei und der PKK |
| 18. August 2016 | Türkei                       | Anschlag in Van          | PKK                                       | autonomistisch, kurdisch-sozialistisch                                                                         | Autobombe                                                                            | Polizeihauptquartier                                                          | 3         | 70        | Konflikt zwischen der Republik Türkei und der PKK |
| 18. August 2016 | Afghanistan                  | Anschlag in Asadabad     | Taliban                                   | deobandisch-fundamentalistisch, paschtunisch, islamistisch                                                     | Mörsergranaten                                                                       | Veranstaltung                                                                 | 3         | 49        | Krieg in Afghanistan                              |
| 18. August 2016 | Libyen                       | Anschlag nahe Sirte      | IS                                        | salafistisch, wahhabitisch                                                                                     | 2 Selbstmordattentäter mit Autobomben                                                | Soldaten                                                                      | 10 (+2)   | 20        | Bürgerkrieg in Libyen seit 2014                   |
| 18. August 2016 | Irak                         | Anschlag in Salah ad-Din | IS                                        | salafistisch, wahhabitisch                                                                                     | Mörsergranaten                                                                       | Flüchtlingslager                                                              | 12        | 20        | Aufstand im Irak 2011–2013                        |
| 19. August 2016 | Südsudan                     | Anschlag in Jonglei      | SPLM-IO                                   | | Schusswaffen                                                                         | Dorf                                                                          | 33 (+250) |           | Bürgerkrieg im Südsudan seit 2013                 |
| 20. August 2016 | Türkei                       | Anschlag in Gaziantep    | IS                                        | salafistisch, wahhabitisch                                                                                     | Selbstmordattentäter                                                                 | Kurdische Hochzeit                                                            | 57 (+1)   | 91        |                                                   |
| 21. August 2016 | Somalia                      | Anschlag in Gaalkacyo    | al-Shabaab                                | wahhabitisch, islamistisch                                                                                     | 2 Selbstmordattentäter mit Autobomben                                                | Regierungsgebäude, Markt                                                      | 25 (+2)   | 60        | Somalischer Bürgerkrieg                           |
| 21. August 2016 | Kamerun                      | Anschlag in Mora         | Boko Haram                                | wahhabitisch, islamistisch                                                                                     | Selbstmordattentäter auf Motorrad                                                    | Markt                                                                         | 3 (+1)    | 24        | Scharia-Konflikt in Nigeria                       |
| 23. August 2016 | Thailand                     | Anschlag in Pattani      | Barisan Revolusi Nasional                 | autonomistisch, malaysisch-nationalistisch, dschihadistisch                                                    | 2 Autobomben                                                                         | Hotel, Nachtclub                                                              | 2         | 29        | Konflikt in Südthailand seit 2004                 |
| 24. August 2016 | Afghanistan                  | Anschlag in Kabul        | Taliban                                   | deobandisch-fundamentalistisch, paschtunisch, islamistisch                                                     | Selbstmordattentäter mit Autobombe, Granaten, Automatische Schusswaffen, Geiselnahme | Universität                                                                   | 16 (+3)   | 53        | Krieg in Afghanistan                              |
| 25. August 2016 | Irak                         | Anschlag in Kirkuk       | IS                                        | salafistisch, wahhabitisch                                                                                     | Schusswaffen                                                                         | Zivilisten                                                                    | 20+       |           | Aufstand im Irak 2011–2013                        |
| 26. August 2016 | Türkei                       | Anschlag in Cizre        | PKK                                       | autonomistisch kurdisch, sozialistisch                                                                         | Selbstmordattentäter mit Autobombe, Schusswaffen                                     | Kontrollpunkt, Zivilisten                                                     | 12 (+1)   | 77        | Konflikt zwischen der Republik Türkei und der PKK |
| 29. August 2016 | Jemen                        | Anschlag in Aden         | IS                                        | salafistisch, wahhabitisch                                                                                     | Selbstmordattentäter mit Autobombe                                                   | Militärrekrutierungszentrum                                                   | 72 (+1)   | 49        | Militärintervention im Jemen seit 2015            |
| 30. August 2016 | Somalia                      | Anschlag in Mogadischu   | al-Shabaab                                | wahhabitisch, islamistisch                                                                                     | Selbstmordattentäter mit Autobombe                                                   | Hotel                                                                         | 22 (+1)   | 50        | Somalischer Bürgerkrieg                           |
| 30. August 2016 | Kirgisistan                  | Anschlag in Bischkek     | ETIM                                      | autonomistisch, uigurisch-nationalistisch, sunnitisch-islamistisch, islamisch-fundamentalistisch, panislamisch | Selbstmordattentäter mit Autobombe                                                   | Chinesische Botschaft                                                         | 0 (+1)    | 3         | Xinjiang-Konflikt                                 |

## September
| Datum/Beginn       | Betroffenes Land | Anschlag                                  | Täter                                  | Politische Ausrichtung                                          | Mittel                                           | Ziel                                         | Tote    | Verletzte | Hintergrund                                       |
| ------------------ | ---------------- | ----------------------------------------- | -------------------------------------- | --------------------------------------------------------------- | ------------------------------------------------ | -------------------------------------------- | ------- | --------- | ------------------------------------------------- |
| 01. September 2016 | Burkina Faso     | Anschlag in Markoye                       | Islamic State in the Greater Sahara    | islamistisch                                                    |                                                  | Grenzposten                                  | 1       | 2         |                                                   |
| 02. September 2016 | Irak             | Anschlag in Salah ad-Din                  | IS                                     | salafistisch, wahhabitisch                                      | Schusswaffen, Brandstiftung                      | Regierungsgebäude                            | 9       | 24        | Aufstand im Irak 2011–2013                        |
| 02. September 2016 | Pakistan         | Anschlag in Mardan                        | TTP                                    | paschtunisch, deobandisch-sunnitisch                            | Selbstmordattentäter mit Schusswaffe und Granate | Gerichtsgebäude                              | 13 (+1) | 44        | Konflikt in Nordwest-Pakistan                     |
| 02. September 2016 | Philippinen      | Anschlag in Davao City                    |                                        |                                                                 | Sprengsatz                                       | Markt, Universität                           | 15      | 70        | Moro-Konflikt                                     |
| 04. September 2016 | Jemen            | Anschlag in Haddscha                      | Huthi                                  | zaiditisch, antiimperialistisch, antizionistisch, antisemitisch |                                                  | Militärposten                                | 11      | 28        | Bürgerkrieg im Jemen seit 2015                    |
| 05. September 2016 | Afghanistan      | Anschlag in Kabul                         | Taliban                                | deobandisch-fundamentalistisch, paschtunisch, islamistisch      | 2 Selbstmordattentäter                           | Verteidigungsministerium, Zivilisten         | 41 (+2) | 110       | Krieg in Afghanistan                              |
| 05. September 2016 | Jemen            | Anschlag in Ma'rib                        | Huthi                                  | zaiditisch, antiimperialistisch, antizionistisch, antisemitisch | Sprengsatz                                       | Militärlager                                 | 20+     |           | Bürgerkrieg im Jemen seit 2015                    |
| 05. September 2016 | Syrien           | Anschlag in Tartus                        | IS                                     | salafistisch, wahhabitisch                                      | 2 Selbstmordattentäter, einer mit Autobombe      | Kontrollpunkt, Zivilisten                    | 26 (+2) | 40        | Bürgerkrieg in Syrien seit 2011                   |
| 08. September 2016 | Deutschland      | Anschlag in Magdeburg                     |                                        |                                                                 | Brandstiftung                                    | Polizeifahrzeuge                             | 0       | 0         |                                                   |
| 09. September 2016 | Irak             | Anschlag in Bagdad                        | IS                                     | salafistisch, wahhabitisch                                      | Selbstmordattentäter mit Autobombe, Autobombe    | Einkaufszentrum                              | 10 (+1) | 28        | Aufstand im Irak 2011–2013                        |
| 10. September 2016 | Australien       | Anschlag in New South Wales               | Ihsas Khan                             | islamistisch                                                    | Jagdmesser                                       | Zivilist                                     | 0       | 1         |                                                   |
| 12. September 2016 | Türkei           | Anschlag in Çinar                         | PKK                                    | autonomistisch, kurdisch-sozialistisch                          | Autobombe                                        | Kontrollpunkt, AKP-Hauptquartier, Zivilisten | 0       | 48        | Konflikt zwischen der Republik Türkei und der PKK |
| 14. September 2016 | Venezuela        | Anschlag in San Juan de los Morros        |                                        |                                                                 | Granate                                          | Gefängnis                                    | 1       | 22        | Proteste in Venezuela seit 2014                   |
| 16. September 2016 | Deutschland      | Anschlag in Leipzig                       |                                        |                                                                 | Brandstiftung                                    | Fahrzeug                                     | 0       | 0         |                                                   |
| 16. September 2016 | Pakistan         | Anschlag in Khyber Pakhtunkhwa            | TTP                                    | deobandisch, islamisch-fundamentalistisch                       | Selbstmordattentäter                             | Moschee                                      | 37 (+1) | 31        | Konflikt in Nordwest-Pakistan                     |
| 17. September 2016 | USA              | Anschläge in New York City und New Jersey | Ahmad Khan Rahami                      | islamistisch                                                    | 3 Rohrbomben                                     | Zivilisten, Wohltätigkeitsrennen             | 0       | 29        |                                                   |
| 27. September 2016 | Deutschland      | Anschlag in Erbach                        |                                        |                                                                 | Brandstiftung                                    | Flüchtlingsheim                              | 0       | 5         |                                                   |
| 17. September 2016 | USA              | Anschlag in St. Cloud                     | Dahir Ahmed Adan                       | islamistisch                                                    | Messer                                           | Einkaufszentrum                              | 0 (+1)  | 10        |                                                   |
| 18. September 2016 | Indien           | Anschlag in Uri                           |                                        |                                                                 | Granatwerfer, Sturmgewehre                       | Militärhauptquartier                         | 20 (+4) | 17        | Aufstand in Kaschmir                              |
| 19. September 2016 | Irak             | Anschlag in Kirkuk                        |                                        |                                                                 | Sprengsatz                                       | Zivilisten                                   | 1       | 22        | Aufstand im Irak 2011–2013                        |
| 22. September 2016 | Afghanistan      | Anschlag in Urusgan                       | Taliban                                | deobandisch-fundamentalistisch, paschtunisch, islamistisch      | Schusswaffen                                     | Kontrollpunkte                               | 22      | 11        | Krieg in Afghanistan                              |
| 24. September 2016 | Ungarn           | Anschlag in Budapest                      |                                        |                                                                 | Sprengsatz                                       | Polizeistreife                               | 0       | 2         |                                                   |
| 25. September 2016 | Deutschland      | Anschlag in Bebra                         |                                        |                                                                 | Molotowcocktails                                 | Moschee                                      | 0       | 0         |                                                   |
| 27. September 2016 | Deutschland      | Anschlag in Dresden                       | Nino K.                                | rechtsextremistisch                                             | 2 Sprengsätze                                    | Moschee, ICC                                 | 0       | 0         |                                                   |
| 27. September 2016 | Irak             | Anschlag in Bagdad                        | IS                                     | salafistisch, wahhabitisch                                      | 2 Selbstmordattentäter                           | Zivilisten                                   | 13 (+2) | 51        | Aufstand im Irak 2011–2013                        |
| 28. September 2016 | Deutschland      | Anschlag in Köthen                        |                                        |                                                                 | Brandstiftung                                    | Flüchtlingsheim                              | 0       | 0         |                                                   |
| 30. September 2016 | Syrien           | Anschlagsserie in Aleppo                  | Levante-Front, Muslimische Extremisten | sunnitisch-islamistisch, islamisch-demokratisch                 | Mörser, Raketen                                  |                                              | 15      | 55        | Bürgerkrieg in Syrien seit 2011                   |
| 30. September 2016 | Russland         | Anschlag in Dagestan                      |                                        |                                                                 | Schusswaffe(n)                                   | Polizisten                                   | 0 (+3)  | 0         |                                                   |
| 30. September 2016 | Afghanistan      | Anschlag in Helmand                       | Taliban                                | deobandisch-fundamentalistisch, paschtunisch, islamistisch      |                                                  | Distrikt                                     | (+45)   | 25        | Krieg in Afghanistan                              |

## Oktober
| Datum/Beginn       | Betroffenes Land             | Anschlag                 | Täter                               | Politische Ausrichtung                                             | Mittel                                                                             | Ziel                                      | Tote      | Verletzte     | Hintergrund                                       |
| ------------------ | ---------------------------- | ------------------------ | ----------------------------------- | ------------------------------------------------------------------ | ---------------------------------------------------------------------------------- | ----------------------------------------- | --------- | ------------- | ------------------------------------------------- |
| 01. Oktober 2016   | Deutschland                  | Anschlag in Dresden      |                                     |                                                                    | Brandstiftung                                                                      | Polizeifahrzeuge                          | 0         | 0             |                                                   |
| 03. Oktober 2016   | Irak                         | Anschlag in Bagdad       | IS                                  | salafistisch, wahhabitisch                                         | 2 Selbstmordattentäter                                                             | Schiitische Prozessionen                  | 9 (+2)    | 34            | Aufstand im Irak 2011–2013                        |
| 03. Oktober 2016   | Syrien                       | Anschlag in al-Hasaka    | IS                                  | salafistisch, wahhabitisch                                         | Selbstmordattentäter                                                               | Kurdische Hochzeit                        | 34 (+1)   | 77            | Bürgerkrieg in Syrien seit 2011                   |
| 03. Oktober 2016   | Afghanistan                  | Anschlag in Helmand      | Taliban                             | deobandisch-fundamentalistisch, paschtunisch, islamistisch         | Selbstmordattentäter mit Autobombe, Schusswaffen                                   | Polizeihauptquartier                      | 10 (+1)   | 20            | Krieg in Afghanistan                              |
| 03. Oktober 2016   | Afghanistan                  | Anschlag in Kundus       | Taliban                             | deobandisch-fundamentalistisch, paschtunisch, islamistisch         | Panzerfäuste, Sturmgewehre, Maschinengewehre, Scharfschützengewehre, Brandstiftung | Zivilisten                                | 14 (+140) | 60 (+60)      | Krieg in Afghanistan                              |
| 03. Oktober 2016   | Afghanistan                  | Anschlag in Dschuzdschan | vermutlich Taliban                  | deobandisch-fundamentalistisch, paschtunisch, islamistisch         | Motorradbombe                                                                      | Markt                                     | 6         | 40            | Krieg in Afghanistan                              |
| 05. Oktober 2016   | Belgien                      | Messerangriff in Brüssel | ein Angreifer, Herkunft ungeklärt   | ungeklärt                                                          | Messer                                                                             | Polizisten während einer Polizeikontrolle | 0         | 2 (+ 1 Täter) |                                                   |
| 05. Oktober 2016   | Nigeria                      | Anschlag in Maiduguri    | Boko Haram                          | wahhabitisch, islamistisch                                         | Selbstmordattentäter                                                               | Moschee                                   | 22        | 42            |                                                   |
| 06. Oktober 2016   | Syrien                       | Anschlag in Atmeh        | IS                                  | salafistisch, wahhabitisch                                         | Selbstmordattentäter                                                               | Flüchtlingslager                          | 20 (+1)   | 20            | Bürgerkrieg in Syrien seit 2011                   |
| 06. Oktober 2016   | Niger                        | Anschlag in Tahoua       |                                     |                                                                    | Schusswaffen                                                                       | Flüchtlingslager                          | 26        | 1             | Scharia-Konflikt in Nigeria                       |
| 06. Oktober 2016   | Deutschland                  | Anschlag in Sebnitz      | Rechtsextremisten                   | rechtsextremistisch                                                | körperliche Gewalt                                                                 | Flüchtlingskinder                         | 0         | 3             |                                                   |
| 08. Oktober 2016   | Südsudan                     | Anschlag in Yei          | vermutlich SPLM-IO                  |                                                                    | Schusswaffen, Brandstiftung                                                        | Flüchtlingskonvoi                         | 21        | 20            | Bürgerkrieg im Südsudan seit 2013                 |
| 09. Oktober 2016   | Türkei                       | Anschlag in Şemdinli     | PKK                                 | autonomistisch, kurdisch-sozialistisch                             | Selbstmordattentäter mit Autobombe                                                 | Kontrollpunkt, Zivilisten                 | 18 (+1)   | 26            | Konflikt zwischen der Republik Türkei und der PKK |
| 09. Oktober 2016   | Irak                         | Anschlag in Bagdad       | IS                                  | salafistisch, wahhabitisch                                         | Selbstmordattentäter                                                               | Schiitische Prozession                    | 5 (+1)    | 22            | Aufstand im Irak 2011–2013                        |
| 11. Oktober 2016   | Afghanistan                  | Anschlag in Kabul        | IS                                  | salafistisch, wahhabitisch                                         | Maschinengewehre, Sturmgewehr, Pistole, Granaten                                   | Schrein                                   | 14 (+1)   | 36            | Krieg in Afghanistan                              |
| 11. Oktober 2016   | Syrien                       | Anschlag in Aleppo       | IS                                  | salafistisch, wahhabitisch                                         | Selbstmordattentäter                                                               | Bäckerei                                  | 10 (+1)   | 20            | Bürgerkrieg in Syrien seit 2011                   |
| 11. Oktober 2016   | Afghanistan                  | Anschlag in Helmand      | Taliban                             | deobandisch-fundamentalistisch, paschtunisch, islamistisch         | Schusswaffen                                                                       | Soldaten, Polizisten                      | 90        |               | Krieg in Afghanistan                              |
| 12. Oktober 2016   | Burkina Faso                 | Anschlag in Intangom     | Islamic State in the Greater Sahara | islamistisch                                                       | Schusswaffen                                                                       | Militärstützpunkt                         | 3 (+2)    | 1             |                                                   |
| 12. Oktober 2016   | Afghanistan                  | Anschlag in Balch        | IS                                  | salafistisch, wahhabitisch                                         | Sprengsatz                                                                         | Moschee                                   | 16        | 30            | Krieg in Afghanistan                              |
| 12. Oktober 2016   | Zentralafrikanische Republik | Anschlag in Nana-Grébizi |                                     |                                                                    | Schuss- und Stichwaffen, Brandstiftung                                             | Dorf                                      | 18 (+12)  | 57            | Bürgerkrieg in der Zentralafrikanischen Republik  |
| 13. Oktober 2016   | Syrien                       | Anschlag in Aleppo       | IS                                  | salafistisch, wahhabitisch                                         | Autobombe                                                                          | Kontrollpunkt, Zivilisten                 | 17        | 25            | Bürgerkrieg in Syrien seit 2011                   |
| 15. Oktober 2016   | Spanien                      | Anschlag in Navarra      | ETA                                 | autonomistisch, baskisch-nationalistisch, marxistisch-leninistisch | Körperliche Gewalt                                                                 | Polizisten                                | 0         | 4             | Baskischer Konflikt                               |
| 15. Oktober 2016   | Irak                         | Anschlag in Bagdad       | IS                                  | salafistisch, wahhabitisch                                         | Selbstmordattentäter                                                               | Schiitische Versammlung                   | 35 (+1)   | 33            | Aufstand im Irak 2011–2013                        |
| 15. Oktober 2016   | Nigeria                      | Anschlag in Kaduna       | Fulani-Extremisten                  |                                                                    | Schusswaffen, Brandstiftung                                                        | Dorf                                      | 40+       |               | Kommunale Konflikte in Nigeria                    |
| 16. Oktober 2016   | Jordanien                    | Anschlag in Mafraq       | IS                                  | salafistisch, wahhabitisch                                         | Selbstmordattentäter mit Autobombe                                                 | Flüchtlingslager                          | 3 (+1)    | 20            | Bürgerkrieg in Syrien seit 2011                   |
| 17. Oktober 2016   | Pakistan                     | Anschlag in Karatschi    |                                     |                                                                    | Handgranate                                                                        | Husainiya                                 | 1         | 20            | Konflikt in Nordwest-Pakistan                     |
| 17. Oktober 2016   | Nigeria                      | Anschlag in Borno        | Boko Haram                          | wahhabitisch, islamistisch                                         | Schusswaffen, Panzerfäuste                                                         | Militärstützpunkt                         |           | 22            | Scharia-Konflikt in Nigeria                       |
| 18. Oktober 2016   | Nigeria                      | Anschlag in Benue        |                                     |                                                                    | Schusswaffen                                                                       | Bierstube                                 | 10        | 29            | Scharia-Konflikt in Nigeria                       |
| 19. Oktober 2016   | Irak                         | Anschlag in al-Anbar     | IS                                  | salafistisch, wahhabitisch                                         | Sprengstoff                                                                        | Soldaten                                  | 20        | 0             | Aufstand im Irak 2011–2013                        |
| 20. September 2016 | Irak                         | Anschlag in Ninawa       | IS                                  | salafistisch, wahhabitisch                                         | Massenexekution                                                                    | Zivilisten                                | 70        | 0             | Aufstand im Irak 2011–2013                        |
| 20. Oktober 2016   | Irak                         | Anschlag in Ninawa       | IS                                  | salafistisch, wahhabitisch                                         | Selbstmordattentäter mit Autobombe                                                 | Soldaten                                  | 20 (+1)   | 0             | Aufstand im Irak 2011–2013                        |
| 21. September 2016 | Irak                         | Anschlag in Kirkuk       | IS                                  | salafistisch, wahhabitisch                                         | Mehrere Selbstmordattentäter, Scharfschützengewehre                                | Regierungsgebäude, Moschee                | 34 (+48)  | 100           | Aufstand im Irak 2011–2013                        |
| 21. September 2016 | Irak                         | Anschlag in Mossul       | IS                                  | salafistisch, wahhabitisch                                         | Massenexekution                                                                    | Zivilisten                                | 284       | 0             | Aufstand im Irak 2011–2013                        |
| 23. September 2016 | Irak                         | Anschlag in Ninawa       | IS                                  | salafistisch, wahhabitisch                                         | Massenexekution                                                                    | Polizisten                                | 50        | 0             | Aufstand im Irak 2011–2013                        |
| 24. Oktober 2016   | Pakistan                     | Anschlag in Quetta       |                                     |                                                                    | 3 Selbstmordattentäter, Sturmgewehre                                               | Polizeitrainingszentrum                   | 64 (+3)   | 161           | Konflikt in Nordwest-Pakistan                     |
| 24. Oktober 2016   | Thailand                     | Anschlag in Pattani      |                                     |                                                                    | Sprengsatz                                                                         | Geschäft                                  | 1         | 20            | Konflikt in Südthailand seit 2004                 |
| 25. Oktober 2016   | Deutschland                  | Brandanschlag in Döbeln  | vermutlich Reichsbürger             | rechtsextremistisch                                                | Brandstiftung                                                                      | Gebäude, Syrische Zivilisten              | 0         | 12            |                                                   |
| 25. Oktober 2016   | Afghanistan                  | Anschlag in Ghor         |                                     |                                                                    | Entführung, Exekution                                                              | Zivilisten                                | 27        | 3             | Krieg in Afghanistan                              |
| 26. September 2016 | Irak                         | Anschlag in Ninawa       | IS                                  | salafistisch, wahhabitisch                                         | Massenexekution                                                                    | Zivilisten                                | 190       | 0             | Aufstand im Irak 2011–2013                        |
| 26. September 2016 | Irak                         | Anschlag in Ninawa       | IS                                  | salafistisch, wahhabitisch                                         | Massenexekution                                                                    | Zivilisten                                | 42        | 0             | Aufstand im Irak 2011–2013                        |
| 28. Oktober 2016   | Zentralafrikanische Republik | Anschlag in Bambari      | Anti-Balaka                         | christlich                                                         |                                                                                    | UNO-Soldaten                              | 0         | 1             |                                                   |
| 28. Oktober 2016   | Syrien                       | Anschlag in Aleppo       |                                     |                                                                    | Raketen                                                                            | Wohnviertel                               | 15        | 100           | Bürgerkrieg in Syrien seit 2011                   |
| 29. Oktober 2016   | Irak                         | Anschlag in Ninawa       | IS                                  | salafistisch, wahhabitisch                                         | Entführung, Massenexekution                                                        | Ehemalige Polizisten                      | 130       | 0             | Aufstand im Irak 2011–2013                        |
| 29. Oktober 2016   | Irak                         | Anschlag in Ninawa       | IS                                  | salafistisch, wahhabitisch                                         | Entführung, Exekution                                                              | Ehemalige Soldaten                        | 40        | 0             | Aufstand im Irak 2011–2013                        |
| 29. September 2016 | Irak                         | Anschlag in Bagdad       | IS                                  | salafistisch, wahhabitisch                                         | Selbstmordattentäter                                                               | Schiitische Feierlichkeiten               | 7 (+1)    | 20            | Aufstand im Irak 2011–2013                        |
| 30. September 2016 | Irak                         | Anschlag in Bagdad       | IS                                  | salafistisch, wahhabitisch                                         | Autobombe                                                                          | Geschäfte                                 | 10        | 34            | Aufstand im Irak 2011–2013                        |
| 30. Oktober 2016   | Syrien                       | Anschlag in Aleppo       |                                     |                                                                    | Chlorgasgranaten                                                                   | Soldaten, Zivilisten                      | 0         | 35            | Bürgerkrieg in Syrien seit 2011                   |

## November
| Datum/Beginn      | Betroffenes Land             | Anschlag                              | Täter                                       | Politische Ausrichtung                                     | Mittel                                                           | Ziel                                                              | Tote     | Verletzte | Hintergrund                                       |
| ----------------- | ---------------------------- | ------------------------------------- | ------------------------------------------- | ---------------------------------------------------------- | ---------------------------------------------------------------- | ----------------------------------------------------------------- | -------- | --------- | ------------------------------------------------- |
| 03. November 2016 | Syrien                       | Anschlag in Aleppo                    |                                             |                                                            | Selbstmordattentäter mit Autobombe, 2 Autobomben, Giftgasraketen | Wohnviertel, Apartmentkomplex, Militärakademie, Zivilisten        | 12 (+1)  | 200       | Bürgerkrieg in Syrien seit 2011                   |
| 04. November 2016 | Türkei                       | Anschlag in Diyarbakır                | Freiheitsfalken Kurdistans                  | autonomistisch, kurdisch-sozialistisch                     | Selbstmordattentäter mit Autobombe                               | Polizeigebäude, Zivilisten                                        | 13 (+1)  | 100       |                                                   |
| 04. November 2016 | Irak                         | Anschlag in Kirkuk                    |                                             |                                                            | 2 Sprengsätze                                                    | Flüchtlingskonvoi                                                 | 20       | 7         | Aufstand im Irak 2011–2013                        |
| 06. November 2016 | Irak                         | Anschlag in Tikrit                    | IS                                          | salafistisch, wahhabitisch                                 | Selbstmordattentäter mit Autobombe                               | Kontrollpunkt, Zivilisten                                         | 9 (+1)   | 25        | Aufstand im Irak 2011–2013                        |
| 06. November 2016 | Deutschland                  | Anschlag in Hannover                  | vermutlich PKK                              | autonomistisch kurdisch, sozialistisch                     | Brandstiftung                                                    | Fahrzeug                                                          | 0        | 0         | Konflikt zwischen der Republik Türkei und der PKK |
| 06. November 2016 | Irak                         | Anschlag in Samarra                   | IS                                          | salafistisch, wahhabitisch                                 | Selbstmordattentäter mit Autobombe                               | Moschee                                                           | 11 (+1)  | 100       | Aufstand im Irak 2011–2013                        |
| 06. November 2016 | Irak                         | Anschlag in asch-Schirqat             | IS                                          | salafistisch, wahhabitisch                                 | Mörser                                                           | Krankenhaus                                                       | 2        | 20        | Aufstand im Irak 2011–2013                        |
| 06. November 2016 | Syrien                       | Anschlag in Damaskus                  |                                             |                                                            | Raketen                                                          |                                                                   | 1        | 30        | Bürgerkrieg in Syrien seit 2011                   |
| 07. November 2016 | Nigeria                      | Anschlag in Zamfara                   |                                             |                                                            | Schusswaffen                                                     | Minenarbeiter                                                     | 30       | 41        | Scharia-Konflikt in Nigeria                       |
| 08. November 2016 | Irak                         | Anschlag in Mossul                    | IS                                          | salafistisch, wahhabitisch                                 | Schusswaffen                                                     | Mutmaßliche Informanten                                           | 40       | 0         | Aufstand im Irak 2011–2013                        |
| 08. November 2016 | Deutschland                  | Anschlag in Chemnitz                  |                                             |                                                            | Sprengsatz                                                       | Kulturzentrum                                                     | 0        | 0         |                                                   |
| 08. November 2016 | Demokratische Republik Kongo | Anschlag in Goma                      |                                             |                                                            | Sprengsatz                                                       | MONUSCO-Soldaten, Zivilisten                                      | 1        | 32        | Konflikt im Ostkongo                              |
| 09. November 2016 | Irak                         | Anschlag in Mossul                    | IS                                          | salafistisch, wahhabitisch                                 | Exekution                                                        | Mutmaßliche Informanten, Ehemalige Polizisten                     | 20       | 0         | Aufstand im Irak 2011–2013                        |
| 09. November 2016 | Irak                         | Anschlag in Mossul                    | IS                                          | salafistisch, wahhabitisch                                 | Exekution                                                        | Mutmaßliche Informanten                                           | 30       | 0         | Aufstand im Irak 2011–2013                        |
| 09. November 2016 | Syrien                       | Anschlag in Aleppo                    | Dschaisch al-Fatah                          | salafistisch                                               | Artillerie, Mörser                                               | Universität                                                       | 6        | 25        | Bürgerkrieg in Syrien seit 2011                   |
| 10. November 2016 | Afghanistan Deutschland      | Anschlag in Mazar-e Sharif            | Taliban                                     | deobandisch-fundamentalistisch, paschtunisch, islamistisch | Selbstmordattentäter mit Autobombe, Schusswaffen                 | Deutsches Generalkonsulat, Zivilisten                             | 4 (+1)   | 128       | Krieg in Afghanistan 2001–2021                    |
| 10. November 2016 | Griechenland                 | Anschlag in Athen                     | Organization for Revolutionary Self Defense |                                                            | Granate                                                          | Französische Botschaft, Polizist                                  | 0        | 1         |                                                   |
| 11. November 2016 | Schweden                     | Anschlag in Göteborg                  | Nordic Resistance Movement                  | rechtsextremistisch                                        | Sprengstoff                                                      | Zivilisten                                                        | 0        | 0         |                                                   |
| 11. November 2016 | Syrien                       | Anschlag in Aleppo                    | FSA                                         |                                                            | Chlorgasraketen                                                  | Wohnviertel                                                       | 2        | 24        | Bürgerkrieg in Syrien seit 2011                   |
| 12. November 2016 | Pakistan                     | Anschlag in Belutschistan             |                                             |                                                            | Selbstmordattentäter                                             | Shah-Noorani-Schrein                                              | 52 (+1)  | 100+      | Konflikt in Nordwest-Pakistan                     |
| 13. November 2016 | Nigeria                      | Anschlag in Kaduna                    | Fulani-Extremisten                          |                                                            | Schusswaffen, Brandstiftung                                      | Dörfer                                                            | 45+      |           | Kommunale Konflikte in Nigeria                    |
| 13. November 2016 | Vereinigtes Königreich       | Anschlag in Ballymoney                | vermutlich Loyalisten                       | loyalistisch                                               | Schusswaffe(n)                                                   | Katholischer Zivilist                                             | 0        | 1         | Nordirlandkonflikt                                |
| 14. November 2016 | Deutschland                  | Anschlag in Magdeburg                 | Neonazis                                    | neonazistisch                                              | Brandstiftung                                                    | Syrisches Unternehmen                                             | 0        | 0         |                                                   |
| 15. November 2016 | Griechenland                 | Anschlag in Athen                     | Anarchisten                                 | anarchistisch                                              | Molotowcocktails                                                 | Polizeistation                                                    | 0        | 0         |                                                   |
| 15. November 2016 | Somalia                      | Anschlag in Bakool                    | al-Shabaab                                  | wahhabitisch, islamistisch                                 | Selbstmordattentäter mit Autobomben, Schusswaffen                | Militärstützpunkte                                                | 20 (+12) | 40        | Somalischer Bürgerkrieg                           |
| 16. November 2016 | Irak                         | Anschlag in al-Anbar                  | IS                                          | salafistisch, wahhabitisch                                 | Selbstmordattentäter mit Autobomben, Mörser                      | Distrikt                                                          | 22 (+20) |           | Aufstand im Irak 2011–2013                        |
| 17. November 2016 | Italien                      | Anschlag in Genua                     | Anarchisten                                 | anarchistisch                                              | Brandstiftung                                                    | Fahrzeug                                                          | 0        | 0         |                                                   |
| 17. November 2016 | Syrien                       | Anschlag in Aʿzāz                     | IS                                          | salafistisch, wahhabitisch                                 | Autobombe                                                        | Waffenlager                                                       | 10       | 24        | Bürgerkrieg in Syrien seit 2011                   |
| 17. November 2016 | Irak                         | Anschlag in al-Anbar                  | IS                                          | salafistisch, wahhabitisch                                 | Selbstmordattentäter mit Autobombe                               | Hochzeit                                                          | 20 (+1)  | 40        | Aufstand im Irak 2011–2013                        |
| 17. November 2016 | Irak                         | Anschlag in Mossul                    | IS                                          | salafistisch, wahhabitisch                                 | Mörser                                                           | Zivilisten                                                        | 7        | 35        | Aufstand im Irak 2011–2013                        |
| 20. November 2016 | Niederlande                  | Anschlag in Amsterdam                 | Salafist                                    | salafistisch                                               | Messer                                                           | 80-jähriger Muezzin                                               | 0        | 1         |                                                   |
| 20. November 2016 | Frankreich                   | Anschlag in Paris                     |                                             |                                                            | Eisenstangen                                                     | Demonstranten                                                     | 0        | 15        |                                                   |
| 20. November 2016 | Syrien                       | Anschlag in Aleppo                    |                                             |                                                            | Raketen                                                          | Schule, Rechtswissenschaftliche Fakultät, Wohnviertel             | 10       | 52        | Bürgerkrieg in Syrien seit 2011                   |
| 21. November 2016 | Afghanistan                  | Anschlag in Kabul                     | IS                                          | salafistisch, wahhabitisch                                 | Selbstmordattentäter                                             | Moschee                                                           | 27 (+1)  | 35        | Krieg in Afghanistan                              |
| 21. November 2016 | Libyen                       | Anschlag in Bengasi                   |                                             |                                                            | Autobombe                                                        | Krankenhaus                                                       | 3        | 20        | Bürgerkrieg in Libyen seit 2014                   |
| 22. November 2016 | Israel                       | Anschlag in Haifa                     |                                             |                                                            | Brandstiftung                                                    | Gebäude                                                           | 0        | 100+      | Israelisch-palästinensischer Konflikt             |
| 23. November 2016 | Zentralafrikanische Republik | Anschlag in Haute-Kotto               | Séléka                                      | muslimisch                                                 | Schusswaffen, Entführung                                         | Zivilisten                                                        | 85       | 76        | Bürgerkrieg in der Zentralafrikanischen Republik  |
| 23. November 2016 | Nigeria                      | Anschlag in Zamfara                   |                                             |                                                            | Schusswaffen                                                     | Zivilisten                                                        | 48+      | 0         |                                                   |
| 24. November 2016 | Irak                         | Anschlag in Babil                     | IS                                          | salafistisch, wahhabitisch                                 | Selbstmordattentäter mit Autobombe                               | Schiitische Pilger                                                | 97 (+1)  | 20        | Aufstand im Irak 2011–2013                        |
| 24. November 2016 | Türkei                       | Anschlag in Adana                     |                                             |                                                            | Autobombe                                                        | Regierungsgebäude                                                 | 2        | 30        | Konflikt zwischen der Republik Türkei und der PKK |
| 25. November 2016 | Irak                         | Anschlag in Mossul                    | IS                                          | salafistisch, wahhabitisch                                 | Exekution                                                        | Der Zusammenarbeit mit Sicherheitskräften beschuldigte Zivilisten | 27       | 0         | Aufstand im Irak 2011–2013                        |
| 25. November 2016 | Afghanistan                  | Anschlag in Dschalalabad              | IS                                          | salafistisch, wahhabitisch                                 | 3 Sprengsätze                                                    | Residenz, Rettungskräfte                                          | 5        | 27        | Krieg in Afghanistan                              |
| 26. November 2016 | Uganda                       | Anschlag in Kasese                    | Separatisten                                | autonomistisch                                             | Granaten, Schusswaffen, Speere                                   | Sicherheitspatrouille                                             | 14 (+41) | 2         |                                                   |
| 26. November 2016 | Somalia                      | Anschlag in Mogadischu                | al-Shabaab                                  | wahhabitisch, islamistisch                                 | Autobombe                                                        | Markt                                                             | 30       | 43        | Somalischer Bürgerkrieg                           |
| 26. November 2016 | Deutschland                  | Anschlag in Hamburg                   | Linksextremisten                            | linksextremistisch                                         | Hämmer, Farbe, Steine, Brandstiftung                             | Messegelände                                                      | 0        | 0         |                                                   |
| 26. November 2016 | Deutschland                  | Anschlag in Ludwigshafen              |                                             | islamistisch                                               | Sprengsatz                                                       | Weihnachtsmarkt                                                   | 0        | 0         |                                                   |
| 27. November 2016 | Österreich                   | Anschlag nahe Wien                    |                                             |                                                            | Molotowcocktail                                                  | Flüchtlingszentrum                                                | 0        | 0         |                                                   |
| 27. November 2016 | Italien                      | Anschlag in Bologna                   | vermutlich Anarchisten                      | anarchistisch                                              | Sprengsatz                                                       | Polizeistation                                                    | 0        | 0         |                                                   |
| 27. November 2016 | Demokratische Republik Kongo | Anschlag in Nord-Kivu                 | Mai-Mai                                     |                                                            | Schusswaffen, Macheten                                           | Flüchtlinge, Soldaten                                             | 34 (+1)  | 20        |                                                   |
| 28. November 2016 | USA                          | Anschlag an der Ohio State University | Abdul Razak Ali Artan                       | vermutlich islamistisch                                    | PKW, Schlachtermesser                                            | Studierende, Universitätspersonal                                 | 0 (+1)   | 11        |                                                   |
| 29. November 2016 | Irak                         | Anschlag in Ninawa                    | IS                                          | salafistisch, wahhabitisch                                 | Massenexekution                                                  | Ehemalige Polizisten                                              | 300+     | 0         | Aufstand im Irak 2011–2013                        |

## Dezember
| Datum/Beginn      | Betroffenes Land             | Anschlag                               | Täter                           | Politische Ausrichtung                                     | Mittel                                                                  | Ziel                                          | Tote       | Verletzte | Hintergrund                                           |
| ----------------- | ---------------------------- | -------------------------------------- | ------------------------------- | ---------------------------------------------------------- | ----------------------------------------------------------------------- | --------------------------------------------- | ---------- | --------- | ----------------------------------------------------- |
| 02. Dezember 2016 | Libyen                       | Anschlag in Sirte                      | IS                              | salafistisch, wahhabitisch                                 | 2 Selbstmordattentäterinnen                                             | Milizionäre                                   | 4 (+2)     | 38        | Bürgerkrieg in Libyen seit 2014                       |
| 03. Dezember 2016 | Irak                         | Anschlag in Mossul                     | IS                              | salafistisch, wahhabitisch                                 | Selbstmordattentäter mit Autobombe                                      | Zivilisten                                    | 12 (+1)    | 30        | Aufstand im Irak 2011–2013                            |
| 04. Dezember 2016 | Irak                         | Anschlag in Mossul                     | IS                              | salafistisch, wahhabitisch                                 | Raketen                                                                 | Wohnviertel                                   | 25         | 80        | Aufstand im Irak 2011–2013                            |
| 04. Dezember 2016 | Afghanistan                  | Anschlag in Kandahar                   | Taliban                         | deobandisch-fundamentalistisch, paschtunisch, islamistisch |                                                                         | Zivilisten                                    | 23         | 0         | Krieg in Afghanistan                                  |
| 05. Dezember 2016 | Deutschland                  | Anschlag in Ludwigshafen               |                                 | islamistisch                                               | Sprengsatz                                                              | Weihnachtsmarkt                               | 0          | 0         |                                                       |
| 07. Dezember 2016 | Irak                         | Anschlag in Mossul                     | IS                              | salafistisch, wahhabitisch                                 | Selbstmordattentäter mit 12 Autobomben                                  | Krankenhaus                                   | 13         | 43        | Aufstand im Irak 2011–2013                            |
| 08. Dezember 2016 | Syrien                       | Anschläge in Homs                      | IS                              | salafistisch, wahhabitisch                                 | Maschinengewehre                                                        | Soldaten                                      | 34         | 0         | Bürgerkrieg in Syrien seit 2011                       |
| 09. Dezember 2016 | Nigeria                      | Anschlag in Adamawa                    | Boko Haram                      | wahhabitisch, islamistisch                                 | 2 Selbstmordattentäterinnen                                             | Markt                                         | 57 (+2)    | 177       | Scharia-Konflikt in Nigeria                           |
| 09. Dezember 2016 | Irak                         | Anschläge in Bagdad                    | vermutlich IS                   | salafistisch, wahhabitisch                                 | 2 Sprengsätze                                                           | Zivilisten                                    | 10         | 22        | Aufstand im Irak 2011–2013                            |
| 10. Dezember 2016 | Türkei                       | Anschlag in Istanbul                   | Freiheitsfalken Kurdistans, PKK | autonomistisch kurdisch, sozialistisch                     | Selbstmordattentäter, Selbstmordattentäter mit Autobombe                | Vodafone Arena, Park, Bereitschaftspolizisten | 45 (+2)    | 165       | Konflikt zwischen der Republik Türkei und der PKK     |
| 10. Dezember 2016 | Syrien                       | Anschlag in Palmyra                    | IS                              | salafistisch, wahhabitisch                                 | Selbstmordattentäter, Autobomben, automatische Schusswaffen, Artillerie | Palmyra                                       | 120 (+301) |           | Bürgerkrieg in Syrien seit 2011                       |
| 10. Dezember 2016 | Jemen                        | Anschlag in Aden                       | IS                              | salafistisch, wahhabitisch                                 | Selbstmordattentäter                                                    | Militärstützpunkt                             | 57 (+1)    | 29        | Bürgerkrieg im Jemen seit 2015                        |
| 11. Dezember 2016 | Ägypten                      | Anschlag in Kairo                      | Muslimbrüder, vermutlich IS     | salafistisch, wahhabitisch                                 | Selbstmordattentäter                                                    | Koptische Kirche                              | 28 (+1)    | 46        |                                                       |
| 11. Dezember 2016 | Somalia                      | Anschlag in Mogadischu                 | al-Shabaab                      | wahhabitisch, islamistisch                                 | Autobombe (Sprengstoffbeladener Lkw)                                    | Hafen                                         | 29         | 48        | Somalischer Bürgerkrieg                               |
| 12. Dezember 2016 | Vereinigtes Königreich       | Anschlag in London                     | Adrian Brown                    | islamfeindlich                                             | Messer                                                                  | Muslimischer Zivilist                         | 0          | 1         |                                                       |
| 14. Dezember 2016 | Irak                         | Anschlag in Kirkuk                     | IS                              | salafistisch, wahhabitisch                                 | Exekution mittels Schusswaffen                                          |                                               | 28         | 0         | Aufstand im Irak 2011–2013                            |
| 16. Dezember 2016 | Frankreich                   | Anschlag in Boulogne-Billancourt       |                                 |                                                            | Brandstiftung                                                           | Flüchtlingsheim                               | 1          | 13        |                                                       |
| 17. Dezember 2016 | Türkei                       | Anschlag von Kayseri                   | vermutlich TAK/PKK              | autonomistisch kurdisch, sozialistisch                     | Sprengstoff                                                             | Bus, Infrastruktur                            | 14         | 55        |                                                       |
| 18. Dezember 2016 | Ukraine                      | Anschläge in Switlodarsk und Debalzewe | Volksrepublik Donezk            | autonomistisch, pro-russisch                               | Artillerie, Granatwerfer, Schusswaffen                                  | Soldaten                                      | 30         | 16        | Russisch-Ukrainischer Krieg                           |
| 18. Dezember 2016 | Jemen                        | Anschlag in Aden                       | IS                              | salafistisch, wahhabitisch                                 | Selbstmordattentäter                                                    | Militärstützpunkt                             | 52 (+1)    | 90        | Militärintervention im Jemen seit 2015                |
| 18. Dezember 2016 | Vereinigtes Königreich       | Anschlag in Belfast                    | vermutlich IRA                  | autonomistisch, irisch-republikanisch                      | Schusswaffe(n)                                                          | Zivilist                                      | 0          | 1         | Nordirlandkonflikt                                    |
| 18. Dezember 2016 | Jordanien                    | Anschlag in Karak                      | IS                              | salafistisch, wahhabitisch                                 | Geiselnahme                                                             | Polizisten, Zivilisten                        | 14         | 29        |                                                       |
| 19. Dezember 2016 | Deutschland                  | Anschlag in Berlin                     | Anis Amri (IS)                  | salafistisch, wahhabitisch                                 | Lkw, Schusswaffe                                                        | Weihnachtsmarkt                               | 13         | 56        | Täter wird am 23. Dezember 2016 in Italien erschossen |
| 19. Dezember 2016 | Afghanistan                  | Anschlag in Kundus                     | Taliban                         | deobandisch-fundamentalistisch, paschtunisch, islamistisch | IED                                                                     | Markt                                         | 1          | 22        | Krieg in Afghanistan                                  |
| 22. Dezember 2016 | Irak                         | Anschlag in Mossul                     | IS                              | salafistisch, wahhabitisch                                 | 3 Selbstmordattentäter mit Autobomben                                   | Markt                                         | 30 (+3)    | 60        | Aufstand im Irak 2011–2013                            |
| 24. Dezember 2016 | Demokratische Republik Kongo | Anschläge auf Dörfer in Nord-Kivu      | Allied Democratic Forces        | islamistisch                                               | Gewehre, Macheten, Messer                                               | 3 Dörfer                                      | 21         | 0         |                                                       |
| 26. Dezember 2016 | Irland                       | Anschlag in Dublin                     |                                 |                                                            | körperliche Gewalt                                                      | Journalist                                    | 0          | 1         |                                                       |
| 28. Dezember 2016 | Philippinen                  | Anschlag in Hilongos                   |                                 |                                                            | Sprengsatz                                                              | Amateur-Boxkampf                              | 0          | 35        |                                                       |
| 29. Dezember 2016 | Syrien                       | Anschlag in Aleppo                     |                                 |                                                            | Autobombe                                                               | Zivilisten                                    | 6          | 24        | Bürgerkrieg in Syrien seit 2011                       |
| 31. Dezember 2016 | Irak                         | Anschläge in Bagdad                    | IS                              | salafistisch, wahhabitisch                                 | 2 Selbstmordattentäter                                                  | Markt                                         | 28 (+2)    | 43        | Aufstand im Irak 2011–2013                            |